# البحرين
البحرين (رسميًا: مَمْلَكَةُ الْبَحْرَيْن)، هي دولة جزريَّة عربيَّة تعد ملكيَّة دستوريَّة، مؤلفة من أربع محافظات، عاصمتها وأكبر مدنها هي المنامة. تقع البحرين في الجنوب الغربي من قارَّة آسيا، وهي أصغر دول الشرق الأوسط بمساحة 786.8 كيلومتر مربع. يُحيط بالبحرين مياه الخليج العربي من كافة الجهات بما فيها الحدود البحرية للبلاد مع السعودية وقطر وإيران، غير أن لديها جسرًا صناعيًا في الجزء الغربي منها يربطها مع المملكة العربية السعودية، مع وجود مخطط لربطها بجسر آخر. يبلغ عدد سكان البحرين 1,577,059 نسمة، منهم 727,352 مواطن بحسب إحصائيَّة رسميَّة عام 2023.
يعود أقدم ذكر للبحرين إلى حضارة دلمون قبل خمسة آلاف عام، إذ ذُكرت في الكتابات المسماريَّة القديمة. أطلق الإغريق على جزيرة البحرين اسم تايلوس، وجزيرة المحرَّق اسم أرادوس، وعُرفت في الجاهليَّة باسم أوال، نُسبةً لإله ارتبط في قبيلة بكر بن وائل بعد استقرار جزء منها في البحرين. دخل الإسلام إلى أوال سلميًا بعد اعتناق أهلها للدين، ليشاركوا لاحقًا في حركة الفُتوحات الإسلاميَّة. عُرفت أوال باعتبارها جُزءًا من إقليم البحرين التَّاريخي الذي أطلق على المنطقة في العصور الإسلاميَّة المُبكرة، واستمرت البحرين تحت حكم الخلافة الراشدة، ثم الأمويَّة، ثم العبَّاسية، حتى خروجها عن سيطرة الأخيرة بعد استيلاء القرامطة الإسماعيليين على الجزيرة سنة 899. تعاقب على حُكم المنطقة عددًا من الأسر العربيَّة، مثل العيونيُّون، والعصفوريُّون، والجروانيُّون والجبريُّون. تعرَّضت البحرين للاحتلال البرتغالي، ثم الصَّفوي، ثم العُماني، ثم خضعت لآل مذكور العرب والمدعومين إيرانيًا.
يبدأ تاريخ البحرين الحديث، حين شن حاكم الزبارة، أحمد الفاتح من أسرة آل خليفة العربيَّة، حملة عسكريَّة انتهت بفتح البحرين عام 1783 مُنتصرًا على الشيخ نصر آل مذكور، مُؤسسًا لحكم الأسرة الخليفيَّة لنحو قرنان ونصف من الزمان حتى الوقت الحاضر. دخلت البحرين في الحماية البريطانيَّة اثر مطلب حاكمها محمد بن خليفة لحمايتها من الخطر الإيراني والتُّركي على شكل اتفاقية في سنة 1861، ولم تكن البحرين الوحيدة، فقد دخلت دول خليجيَّة أخرى تحت الوصاية البريطانيَّة. نالت البحرين استقلالها في عهد الشيخ عيسى بن سلمان سنة 1971.
انضمت البحرين منذ استقلالها إلى العديد من المُنظمات الدوليَّة، أبرزهم الأمم المتحدة، ومنظمة التجارة العالمية، وجامعة الدول العربية وحركة عدم الانحياز ومنظمة المؤتمر الإسلامي، وهي أحد الأعضاء المؤسسين لمجلس التعاون لدول الخليج العربية. عينت البحرين حليفًا رئيسيًا خارج حلف الناتو في عهد الرئيس الأمريكي جورج بوش الابن عام 2002. أجري استفتاء شعبي وطني عام 2002 في عهد الملك الحالي حمد بن عيسى، تحوَّلت فيه مُسمى البلاد من دولة البحرين إلى مملكة البحرين، واستبدل لقب الأمير بالملك، في تبني للنظام الملكي الدستوري، وأجري إصلاحات وقوانين عديدة لتعزيز مسيرة التنمية في البلاد.
شهدت البحرين تطوُّرًا اقتصاديًا كبيرًا منذ اكتشاف أول بئر نفط في البحرين عام 1932، وهو أول بئر اكتُشِف في الخليج العربي. سعت البحرين منذ أواخر القرن 20، إلى تنويع اقتصادها لتصبح أقل اعتمادًا على النفط من خلال الاستثمار في قطاعي المصارف والسياحة. اعتبارًا من عام 2023، أصبحت البحرين في المرتبة 34 في مؤشر التنمية البشرية في العالم، وهي الثَّانية عربيًا. صنَّف البنك الدولي مملكة البحرين من ضمن البلدان مرتفعة الدخل. في القطاع المصرفي، تعد العاصمة المنامة موطنًا لأكثر من 400 مؤسسة ماليَّة، أشهرهم مركز البحرين التجاري العالمي، ومرفأ البحرين المالي، لتظهر كالمركز المالي الرَّائد في المنطقة. يُعزى نمو القطاع المصرفي، لتبني اقتصاد السُّوق المفتوح، وتنظيم السياسات الماليَّة المُستقرة على الصعيد الاقتصادي. في قطاع الآثار، أُعلنت قلعة البحرين، ومسار اللؤلؤ، ومدافن دلمون من مواقع التراث العالمي لليونسكو في عام 2005 و2012 و2019. في القطاع الرياضي، تحتضن البحرين بطولة للفورمولا 1 في حلبة البحرين الدولية منذ 2004.

## أصل التسمية

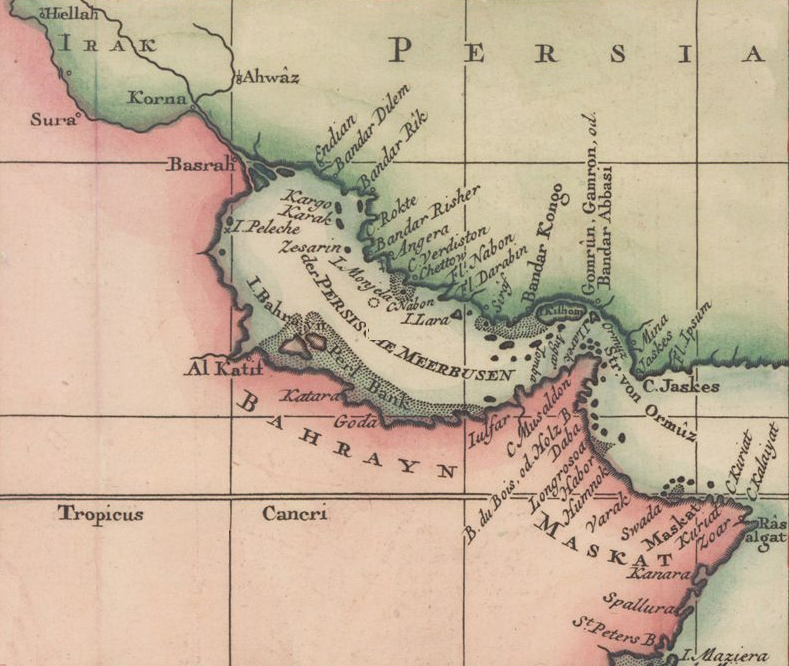
1745 بيلين خريطة المنطقة التاريخية البحرين

أقدم تسمية عرفت بها البحرين أتت من الألواح المسمارية البابلية تحت اللفظ «mât tâmti» وتعني حرفياً بلاد البحر، «mât» هي المثوى والأرض بينما «tâmti» تعني البحر، ويوضح المستشرق الألماني فرتز هومل، قائلًا: «إن التسمية العربية (البحرين) .. لم تكن في الأصل إلا ترجمة للمصطلح البابلي لها mât tâmti = "بلاد البحر"».
البحرين اسمٌ مثنى منصوب لكلمة بحر يشير إلى وجود اثنين من البحار. ذُكر مصطلح البحرين في القرآن الكريم 4 مرات، غير أنه لا يشير للجزيرة الحالية. عُرفت البحرين تاريخيًا بأنها منطقة واسعة من جنوب البصرة حتى نواحي عُمان منذ العصر الرَّاشدي، وجزيرة أوال جزءًا منها. اختلف الروايات حول سبب تسمية البحرين بهذا الاسم، فقد رجَّح الرحَّالة ياقوت الحموي أن التسمية جاءت من بحيرة الأصفر ذو الماء الرَّاكد على باب الأحساء، حتى البحر الأخضر، فسُمي البحرين نسبة لهما.
يشير المُؤرخ القلقشندي بأن تسميتها تشير لكون الإقليم يضم مياه الخليج العربي، وبحيرة الأصفر في الأحساء، أما المؤرخ جاسر الحمد فيشير إلى أن تسميتها ناتجة عن كون جزيرة أوال تقع بين مجرى فارس وبر العرب، وفي رأي آخر فسر التسمية لكون الإقليم الممتد من القطيف إلى الأحساء يحوي على عيون كثيرة أشبه بالبحر وهو يجاور مياه الخليج العربي، لذا سمي بالبحرين. وذكر أن مصدرها من القبائل الحميرية التي عاشت في هذه المنطقة فهي مشتقة من «بحر» وهو اليم، و وين وهي أداة للتعريف، فيراد بها: «البحرين» وتعني المقاطعة البحرية، إما لأنها كانت تقع على الخليج العربي أو لأنها تشبه البحر في غزارة مياهها وكثرة عيونها. وأطلق عليها الآشوريون «مات تمتم» أي الأراضي البحرية.
عرف الإغريق الجزيرة باسم تايلوس (Tylos) بينما عرفت قبيل ظهور الإسلام باسم أوال. وقد سميت بذلك نسبة إلى صنم على شكل رأس ثور[ ؟ ]، يقع في جزيرة المحرق الحالية، ويعبده أقوام من قبيلة بني بكر بن وائل وتميم حسب ما تذكر بعض المصادر الإسلامية.

## التاريخ

### التاريخ القديم
ذُكرت في الكتابات المسمارية القديمة في بلاد الرافدين باسم دلمون من وقت مبكر للغاية يعود للألفية الرابعة قبل الميلاد وقد كان للبحرين علاقات تجارية قوية مع حضارات بلاد الرافدين حتى أن تجار أور أقاموا أسطولًا لنقل البضائع من وإلى البحرين والعراق قرابة العام 2000 ق م كانت العلاقات التجارية مزدهرة بين البحرين والعراق، إذ كانت دلمون محطة مهمة للتجارة بين الهند وإفريقيا وسواحل الخليج والعراق، تستورد الأخشاب من الهند ومن أفريقيا كما تستورد الحاصلات الأخرى وتنقل النحاس من سلطنة عمان، فتبيع ذلك إلى جنوب العراق استولى الملك سرجون الأكادي ملك أكد[ ؟ ] على إقليم البحرين بما فيها الجزيرة الصغيرة المحتفظة بالاسم حاليًا في العام 2300 قبل الميلاد وذكر الآكادي أن بالبحرين قبيلة تدعى «آكاروم» كانت تدفع له جزية سنوية سيطرت الإمبراطورية الأخمينية على الإقليم في القرن الرابع قبل الميلاد ثم سقط كامل الساحل المطل على الخليج بالإضافة لسلطنة عمان بيد الإمبراطورية البارثية في القرن الثالث قبل الميلاد ورث الساسانيون الفرس الإمبراطورية البارثية في القرن الثالث الميلادي إذ شن الملك أردشير الأول حملة عسكرية على المنطقة وضم البحرين وعُمان وهزم «ساتيران» الوالي البارثي على المنطقة وعين ابنه شابور حاكمًا على البحرين كانت المحافظة الساسانية مقسمة لثلاث أقسام، قسم يشكل حاليًا الهفوف في السعودية وقسم يشكل القطيف والقسم الثالث هو الجزيرة الصغيرة التي تحمل اسم مملكة البحرين حاليا بقيت المنطقة خاضعة للساسانيين حتى وصول إسلام وفي فترات متعددة كان يحكمها قبائل عربية يعينون من الفرس[ ؟ ]

### التاريخ الوسيط
وكان والي البحرين وقت ظهور الإسلام هو المنذر بن ساوى من بني تميم ومقره مدينة هجر[ ؟ ] (هجر[ ؟ ] الحالية)، وأكثر سكان الإقليم من قبائل عبد القيس وبني بكر بن وائل من ربيعة إلى جانب بني تميم. وقد كانت جزر البحرين، مركزًا لكنيسة المشرق، ثم صار إقليم البحرين من أوائل الأقاليم التي اعتنقت الإسلام، وولى النبي محمد عليها العلاء الحضرمي في 629 م (العام السابع للهجرة) وبعثه برسالة سلمها إلى حاكمها المنذر بن ساوى التميمي. وفي الفتنة الثانية التي تلت موت الخليفة الأموي يزيد بن معاوية، احتلت طائفة النجدات من خوارج بلاد البحرين ثم استعادها الأمويون زمن عبد الملك بن مروان. ومن آثار العصر الأموي في جزر البحرين بقايا مسجد الخميس، وهو من أقدم مسجد في التاريخ، وكان بناؤه في عهد الخليفة الأموي عمر بن عبد العزيز.
وبعد استيلاء العباسيين على الخلافة سنة 750 م (132 هـ) جعلوا بلاد البحرين وعمان[ ؟ ] تحت ولاية اليمامة[ ؟ ]، حتى ظهرت حركة القرامطة التي استولت على شرق الجزيرة العربية سنة 899 م، وجعلت عاصمتها في هجر[ ؟ ]. وقد كانت جزر أوال أول الأقاليم التي انسلخت عن القرامطة، وذلك عندما استقل بها أبو البهلول العوام من بني عبد القيس سنة 1058 م وخطب للخليفة العباسي القائم بأمر الله في صلاة الجمعة. وحاول القرامطة استعادة الجزر سنة 1066 م فصدّهم أبو البهلول عنها في معركة بحرية، وانقضّ عرب البحرين على القرامطة في هجر[ ؟ ] على إثر ذلك فسقطت دولتهم سنة 1076 م على يد العيونيين مستعينين بالسلاجقة. وبسقوط القرامطة تناوب على حكم بلاد البحرين ببرّها وجزرها عدة سلالات عربية، حيث استولى ابن عيّاش على القطيف وأوال من أبي البهلول العوام، ثم بسط العيونيون حكمهم على كافة بلاد البحرين سنة 1076 م، تلاهم بعد ذلك العصفوريون سنة 1252 م، ثم الجروانيون سنة 1330 م. وتخلل ذلك احتلال أتابك فارس[ ؟ ] التركي لجزر البحرين بين 1235 و 1253 م. وبعد سنة 1330 م صارت بلاد البحرين تدفع الجزية لحكام هرمز، وفي هذه الفترة تظهر لأول مرة في المصادر التاريخية مدينة المنامة، عاصمة البحرين الحالية. واستمرت البحرين تحت هيمنة هرمز حتى أوائل القرن الخامس عشر حين قامت قبيلة الجبور البدوية من بني عقيل على الجروانيين واستولت على كافة بلاد البحرين، وفرض زعيمهم أجود بن زامل الأتاوة على الهرمزيين.
ولا يمكن تحديد الوقت الذي انحسر فيه مسمى «البحرين» عن كافة شرق الجزيرة العربية واختصت به جزر البحرين، إلا أن الرحالة دمشق ابن المجاور من أهل القرن السابع الهجري (الثالث عشر الميلادي) المغربي ابن بطوطة (القرن الرابع عشر الميلادي) كانا من أقدم من استخدم اسم «البحرين» للدلالة على الجزر دون باقي شرق الجزيرة العربية.
في سنة 1521 م وصل البرتغاليون إلى البحرين وأنزلوا قواتهم بها. ونازلهم فيها زعيم الجبور مقرن بن زامل فوقع قتيلًا في المعركة وبذلك سقطت جزر البحرين تحت الحكم البرتغالي لثمانين عامًا حتى قامت الدولة الصفوية باحتلال الجزيرة سنة 1602 م. وقد ظلت تحت هيمنة الدولة الصفوية بشكل مباشر أو غير مباشر حتى سنة 1783 م، تخلل ذلك غزوات من عمان[ ؟ ] (1717 و1738 م) وفترات من الاستقلال على يد العرب الهولة. وفي سنة 1753 م، استولى نصر المذكور، الحاكم العربي لمدينة بوشهر، على البحرين نيابة عن كريم زند حاكم إيران.
وفي سنة 1783 م قام العتوب بقيادة أسرة آل خليفة أهل الزبارة في قطر بهجوم بحري على البحرين، فهزموا نصر المذكور واستقلوا بالبحرين. ولكن لم يستتب لهم الأمر إلا بعد التصدي لسلسلة من الغزوات العمان[ ؟ ] بين سنتيّ 1799 و 1828 م، كما اضطروا لدفع الجزية لإمارة الدرعية لبضع سنوات. وقد جعل آل خليفة قاعدتهم في جزيرة المحرق، بينما كانت الحاضرة الكبرى في البحرين هي المنامة.

### التاريخ الحديث
وبعد قيام الدولة السعودية الثانية حاول حاكمها فيصل بن تركي مد سيطرته إلى البحرين وتمكن من فرض الزكاة عليها مؤقتًا. واستمرت النزاعات بين الطرفين وامتد حكم آل خليفة في بعض الأوقات إلى قلعة الدمام، إلا أن تلك الفترة شهدت أيضًا دخول الإمبراطورية البريطانية إلى الخليج العربي. وقد كانت بريطانيا تعتبر الخليج بمثابة بحيرة بريطانية وحلقة اتصال مهمة في الطريق إلى ممتلكاتها في الهند. وحرصت بريطانيا على بقاء البحرين مستقلة عن الدول المحيطة كالسعوديين، فقامت بريطانيا سنة 1859 م بإبلاغ فيصل بن تركي[ ؟ ] بأنها تعتبر البحرين «إمارة مستقلة،» وأرسلت أسطولًا بحريًا لحمايتها. وبعد عدة معاهدات بين بريطانيا وحكام البحرين وقع آل خليفة اتفاقية الحماية البريطانية سنة 1861 م، وظلت البحرين محمية بريطانية حتى سنة 1971 م. وقد قدّر الرحالة البريطاني بالغريف عدد سكان البحرين وقت توقيع الاتفاقية بنحو 70,000 نسمة.
وفي سنة 1923 م عمت الاضطرابات البحرين بعد أن تصادمت قبيلة الدواسر بالبحارنة، وقد كان الدواسر يعيشون في البحرين بشكل شبه مستقل عن آل خليفة منذ قدومهم إلى البحرين من شرق الجزيرة العربية سنة 1845 م، فقام البريطانيون بإجبار الدواسر على الجلاء عن البحرين في ذلك العام وغادر معظمهم إلى الدمام على الساحل المقابل.
اكتشف النفط في البحرين سنة 1932، وشكل هذا الاكتشاف قفزة في اقتصادها. وأعلن البريطانيون استقلال البحرين في أغسطس 1971، وقامت إيران بادعاء حقها في حكم البحرين منذ أول اتفاقية بين البحرين والبريطانيين في القرن التاسع عشر، وجددت الحكومة الإيرانية مطالبها حين رأت نية بريطانيا مغادرة الخليج، إلا أنها قررت التوقف عن مطالبها في البحرين مقابل تنفيذ مطالب أخرى لها في المنطقة. وأجري على إثر ذلك استفتاء في البحرين تحت إشراف الأمم المتحدة سنة 1970 م صوت فيه البحرينيين لبقاء البحرين مستقلة عن إيران.
أفاد ازدهار النفط البحرين في الثمانينات كثيرًا. أصبح الشيخ حمد بن عيسى آل خليفة أميرًا على البحرين في مارس 1999 خلفًا لأبيه الشيخ عيسى بن سلمان آل خليفة. وقد شهدت البحرين تغييرات كبيرة منها عودة الحياة البرلمانية التي توقفت في سنة 1975، وأعطيت المرأة الحق في التصويت، وأطلق سراح السجناء السياسيين، ووصفت منظمة العفو الدولية هذه التحولات، بفترة تاريخية لحقوق الإنسان في البحرين. كما وتحولت البحرين من دولة إلى مملكة في فبراير سنة 2002 بعد التصويت على ميثاق العمل الوطني.

## السياسة
مازالت البحرين في ظل نظام آل خليفة منذ ما يقارب المائتين عام. تعتبر البحرين بأنها ملكية دستورية يرأسها الملك. يتمتع الملك حمد بن عيسى آل خليفة ملك البحرين بسلطات وصلاحيات واسعة تشمل تعيين رئيس الوزراء ووزرائه، وقائد الجيش، ورئيس مجلس القضاء الأعلى، وتعيين أعضاء مجلس الشورى وحل مجلس النواب.(ص.15) رئيس مجلس الوزراء هو ولي العهد الأمير سلمان بن حمد ال خليفة حيث يشغل المنصب منذ 11 نوفمبر 2020 بعد أن توفي الأمير خليفة بن سلمان آل خليفة عم الملك حمد بن عيسى والذي كان يشغل المنصب منذ 15 أغسطس 1971، مما جعل منه أطول رئيس الوزراء خدمة في العالم. ومع حلول عام 2010، تألفت ما يقرب نصف الحكومة من عائلة آل خليفة.
ويتألف المجلس الوطني (البرلمان) من مجلسين، مجلس النواب الذي ينتخب بالانتخابات العامة، بالإضافة إلى مجلس الشورى الذي يعين من قبل الملك الذي تكون السلطات التشريعية والتنفيذية والقضائية بيده وبأمره مما يعني أن هذا التصرف يلغي العملية الانتخابية تمامًا لمجلس النواب. ويتكون كل مجلس من 40 عضوًا ويخدم أعضاء البرلمان أربعة سنين. الانتخابات الافتتاحية لهذا البرلمان الجديد جرت في 2002.
البحرين هي عضوة في مجلس التعاون الخليجي وعضوة في تحالف درع الجزيرة كما أنها عضوة في جامعة الدول العربية والأمم المتحدة وتقيم البحرين علاقات متميزة مع دول الخليج العربي والدول الأخرى، كما تربطهم علاقات قديمة مع المملكة المتحدة، وعلاقات اقتصادية وعسكرية مع الولايات المتحدة الأمريكية، وعلاقات تجارية هامة مع الهند، كما أن هناك أهمية للعلاقات مع اليابان، الصين، روسيا، الاتحاد الأوروبي.

### حقوق الإنسان
الفترة المعروفة باسم «قانون أمن الدولة» التي واجهتها مملكة البحرين بين عامي 1975 و 1999 كان فيها طائفة واسعة من انتهاكات لحقوق الإنسان بما في ذلك الاعتقال التعسفي والاحتجاز دون محاكمة والتعذيب والنفي القسري. بعد وفاة الأمير عيسى بن سلمان آل خليفة في عام 1999، تولى الحكم ابنه حمد بن عيسى آل خليفة وقدّم إصلاحات واسعة للمواطنين وتحسين لحقوق الإنسان كثيرًا. وصفت هذه التحركات من قبل منظمة العفو الدولية بأنها تمثل «فترة تاريخية لحقوق الإنسان».
بدأت أوضاع حقوق الإنسان في الانخفاض بحلول عام 2007 عندما بدأ استخدام التعذيب مرة أخرى. في عام 2011، وصفت منظمة العفو الدولية «هيومن رايتس ووتش» أوضاع حقوق الإنسان في البحرين بأنها «كئيبة». ونتيجة لهذا، فقدت البحرين بعض التصنيفات الدولية العالية التي اكتسبتها من قبل.
في عام 2011، انتقد البحرين لحملتها على انتفاضة الربيع العربي. في سبتمبر، أكدت الحكومة على تعين لجنة تقارير عن الانتهاكات الخطيرة لحقوق الإنسان بما في ذلك التعذيب. وذكرت تقارير منظمات حقوق الإنسان ومنظمة العفو الدولية هيومن رايتس ووتش الصادر في نيسان عام 2012 وعود الحكومة البحرينية لإدخال إصلاحات وتجنب تكرار «الأحداث المؤلمة». ومع ذلك ما زالت انتهاكات حقوق الإنسان تحدث.
بحلول يونيو 2012، كان لدى البحرين 961،000 مستخدم للإنترنت. توفر المنصة «مساحة حرة للترحيب بالصحفيين، على الرغم من أنها تخضع للرصد بشكل متزايد»، وفقًا لمنظمة مراسلون بلا حدود. وتستهدف الرقابة الصارمة الحقوق السياسية وحقوق الإنسان والمواد الدينية والمحتوى الذي يعتبر فاضحًا. كان المدونون ومستخدمو الإنترنت الآخرين من بين المعتقلين خلال الاحتجاجات في عام 2011.
وبين الفلم التلفزيوني الوثائقي «البحرين: صراخ في الظلام» التي أنتجته قناة الجزيرة الإنجليزية القطرية عن الاحتجاجات البحرينية في عام 2011 جميع الانتهاكات التي اتخذت ضد حقوق المواطنين البحرينيين خلال الانتفاضة. كان تأثير هذا الفيلم قوي جدًا إذ أنه كشف الستار على الحقيقة التي كان يعاني منها الشعب البحريني للعالم كما أنه أحدث ضجة إعلامية نتجت عن حدوث بعض المشاكل بين الحكومتين البحرينية والقطرية.

### حقوق المرأة
شهدت حقوق المرأة السياسية في البحرين خطوة هامة إلى الأمام عندما منحت النساء حق التصويت والترشح في الانتخابات الوطنية لأول مرة في انتخابات عام 2002. ومع ذلك، لم يتم انتخاب أي امرأة إلى السلطة في الانتخابات في ذلك العام. بدلا من ذلك، يهيمن الإسلاميون الشيعة والسنة على الانتخابات، والفوز الجماعي بأغلبية المقاعد. وردًا على فشل المرشحات، تم تعيين ستة في مجلس الشورى، الذي يضم أيضا ممثلين من المملكة الأصليين المسيحية اليهودية والمجتمعات. أصبحت الدكتورة ندى حفاظ أول وزيرة في البلاد على تعيينها وزيرة للصحة في عام 2004. مجموعة النساء شبه حكومية، والمجلس الأعلى للمرأة، تدريب المرشحات للمشاركة في الانتخابات العامة عام 2006. عندما انتخب البحرين لرئاسة الجمعية العامة للأمم المتحدة في عام 2006 عينت محامية وناشطة في مجال حقوق المرأة الرئيس هيا بنت راشد آل خليفة للجمعية العامة للأمم المتحدة، إلا أن ثالث امرأة في التاريخ لرئاسة المنظمة الدولية. الناشط أنثى وقالت غادة جمشير «استخدمت الحكومة حقوق المرأة كأداة الزخرفية على المستوى الدولي.» وأشارت إلى الإصلاحات بأنها «مصطنعة وهامشية» واتهمت الحكومة ب «عرقلة جي غير الحكومية النساء المجتمعات».
في عام 2006، أصبحت لطيفة آل القعود أول نائب من الإناث بعد الفوز افتراضيا. عدد ارتفعت إلى أربعة بعد عام 2011 عبر انتخابات. وفي عام 2008، تم تعيين هدى نونو سفيرة لدى الولايات المتحدة مما يجعلها أول سفير يهودي من أي دولة عربية. وفي عام 2011، تم تعيين أليس سمعان، وهي امرأة مسيحية سفيرًا في المملكة المتحدة.

### العلاقات الخارجية

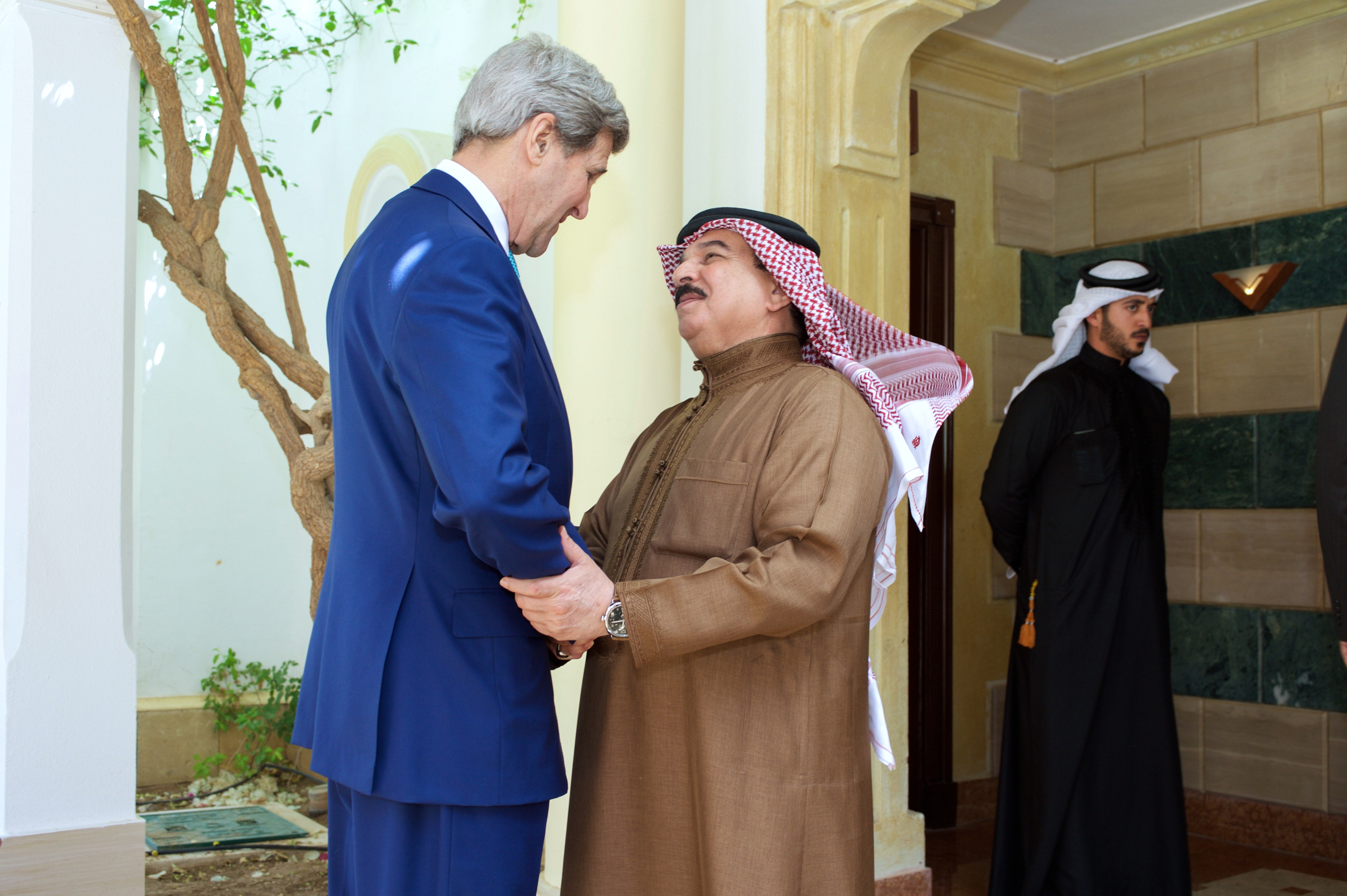
الملك حمد بن عيسى آل خليفة يحيي وزير الخارجية الأمريكي جون كيري، 14 مارس 2015.

أنشأت البحرين العلاقات الثنائية مع 190 دولة في جميع أنحاء العالم. اعتبارًا من 2012، وتحتفظ البحرين بشبكة من 25 السفارات والقنصليات 3 و4 بعثات الدائمة لدى جامعة الدول العربية والأمم المتحدة والاتحاد الأوروبي على التوالي. تستضيف البحرين أيضا ما يقارب 36 سفارة مختلفة من السفارات.
تلعب البحرين دورًا متواضعًا في اعتدال في السياسة الإقليمية وتلتزم جهات نظر الجامعة العربية بشأن السلام في الشرق الأوسط وحقوق الشعب الفلسطيني من خلال دعم حل الدولتين. البحرين هي أيضًا واحدة من الأعضاء المؤسسين لمجلس التعاون الخليجي. وفي 11 سبتمبر 2020 أعلنت البحرين عن تطبيع علاقاتها السياسية مع إسرائيل والشروع قدماً نحو إقامة علاقات دبلوماسية بين البلدين. لتصبح بذلك البحرين الدولة الخليجية الثانية بعد الإمارات التي تعلن التطبيع الرسمي مع دولة إسرائيل.
العلاقات مع إيران تميل إلى أن تكون متوترة نتيجة لمحاولة انقلاب فاشلة في عام 1981 والتي تلقي باللوم البحرين إيران له مطالبات عرضية من السيادة الإيرانية على البحرين من قبل عناصر المحافظة المتطرفة في الجمهور الإيراني.

### التقسيمات الإدارية
كانت أول بلدية في البحرين تقع في المنامة، وأنشئت في يوليو 1919، وتتكون من 8 أعضاء. تم انتخاب أعضاء البلدية سنويا؛. قيل البلدية ليكون أول بلدية التي ستنشأ في العالم العربي، كانت البلدية المسؤولة عن تنظيف الطرق واستئجار المباني للمستأجرين والمحلات التجارية. وبحلول عام 1929، فإنه قام توسعات الطريق وكذلك فتح الأسواق والمسالخ. وفي عام 1958، بدأت بلدية مشاريع تنقية المياه. وفي عام 1960، أصبحت البحرين تضم أربع بلديات بما في ذلك المنامة، الحد، المحرق، والرفاع. وعلى مدى السنوات ال 30 المقبلة، قسمت البلديات إلى 12 بلدية 4 كما مستوطنات مثل مدينة حمد ومدينة عيسى نمت. كانت تدار هذه البلديات من المنامة في إطار المجلس البلدي المركزي الذي يعين الملك أعضاءه.
الانتخابات البلدية الأولى التي ستعقد في البحرين بعد الاستقلال في عام 1971، حتى عام 2002، كانت هذه قائمة البلديات:
| خريطة                                | البلديات السابقة |
| ------------------------------------ | ---------------- |
|                                      |                  |
| 1. الحد                              |                  |
| 2. المنامة                           |                  |
| 3. المنطقة الغربية                   |                  |
| 4. المنطقة الوسطى                    |                  |
| 5. المنطقة الشمالية                  |                  |
| 6. المحرق                            |                  |
| 7. الرفاع والمنطقة الجنوبية          |                  |
| 8. جد حفص                            |                  |
| 9. مدينة حمد (غير موجودة في الخريطة) |                  |
| 10. مدينة عيسى                       |                  |
| 11. جزر حوار                         |                  |
| 12. سترة                             |                  |

بعد 3 يوليو 2002، قُسِّمَت البحرين إلى خمس مناطق إدارية وهي المحافظات، كل واحدة منها لديها قناعاتها وحاكم[ ؟ ] لها. هذه المحافظات هي:
| خريطة                | المحافظات السابقة |
| -------------------- | ----------------- |
|                      |                   |
| 1. محافظة العاصمة    |                   |
| 2. المحافظة الوسطى   |                   |
| 3. محافظة المحرق     |                   |
| 4. المحافظة الشمالية |                   |
| 5. المحافظة الجنوبية |                   |

ألغيت المحافظة الوسطى في سبتمبر 2014، وقُسِّمَت أراضيها بين المحافظة الشمالية، المحافظة الجنوبية، ومحافظة العاصمة.
| خريطة                 | المحافظات الحالية |
| --------------------- | ----------------- |
|                       |                   |
| 1 – محافظة العاصمة    |                   |
| 2 – محافظة المحرق     |                   |
| 3 – المحافظة الشمالية |                   |
| 4 – المحافظة الجنوبية |                   |

الولايات المتحدة المعين البحرين حليفا رئيسيا من خارج المنظمة في عام 2001. اعتبارًا من أكتوبر عام 2014، وحكم البحرين من قبل «النظام الاستبدادي»، وتصنف على أنها «غير حرة» من قبل مؤسسة فريدوم هاوس غير الحكومية ومقرها الولايات المتحدة.

## الاقتصاد
وفقا لتقرير صادر عن لجنة الأمم المتحدة الاقتصادية والاجتماعية لغربي آسيا يناير 2006، البحرين لديها أسرع اقتصاد نموا في العالم العربي. له. البحرين أيضا حرية الاقتصاد في الشرق الأوسط والثاني عشر هو حرية الشاملة في العالم استنادا إلى مؤشر الحرية الاقتصادية 2011 الذي نشرته مجلة التراث شارع مؤسسة / ستريت.
في عام 2008، وكان اسمه البحرين المركز المالي الأسرع نموا في العالم من حيث مدينة مؤشر المراكز المالية العالمية في لندن. الخدمات المصرفية والمالية للقطاع في البحرين، وخصوصا المصرفية الإسلامية، استفادت من الطفرة الإقليمية يقودها الطلب على النفط. إنتاج البترول وحساب المعالجة هو المنتج البحرين الأكثر تصديرها، وهو ما يمثل 60% من عائدات التصدير و70% من الإيرادات الحكومية، و11% من الناتج المحلي الإجمالي. إنتاج الألومنيوم هو ثاني أكثر المنتجات المصدرة، تليها التمويل ومواد البناء.
وقد تقلبت الظروف الاقتصادية المتغيرة مع سعر للنفط منذ عام 1985، على سبيل المثال أثناء وبعد أزمة الخليج العربي من 1990-1991. مع مرافق الاتصالات والنقل المتطورة في البحرين هي موطن لعدد من الشركات متعددة الجنسيات والعائدات بناء على العديد من المشاريع الصناعية الكبرى. حصة كبيرة من الصادرات تتكون من المنتجات النفطية المصنوعة من النفط الخام المستورد، والتي تمثل 51% من واردات البلاد في عام 2007. البحرين تعتمد اعتمادا كبيرا على الواردات الغذائية لإطعام سكانها الذين يتزايد عددهم، بل تعتمد اعتمادا كبيرا على واردات اللحوم من أستراليا وتستورد أيضا 75% من إجمالي احتياجاتها من استهلاك الفاكهة. ومنذ 2.9% فقط من أراضي البلاد الصالحة للزراعة، وتساهم الزراعة إلى 0.5% من الناتج المحلي الإجمالي في البحرين. وفي عام 2004، وقعت البحرين والولايات المتحدة والبحرين اتفاقية التجارة الحرة، والتي سوف تقلل الحواجز التجارية معينة بين البلدين. نظرا لمزيج من الأزمة المالية العالمية والاضطرابات الأخيرة، انخفض معدل النمو إلى 2.2% وهو أدنى معدل نمو منذ عام 1994.
البطالة، خاصة بين الشباب، واستنزاف كل من النفط وموارد المياه الجوفية هي مشاكل اقتصادية كبيرة على المدى الطويل. في عام 2008، كان الرقم البطالة عند 4%, مع النساء أكثر من ممثلة في 85% من المجموع. وفي عام 2007 أصبحت البحرين أول دولة عربية تنشئ إعانات البطالة كجزء من سلسلة من الإصلاحات في إطار العمل حرض وزير العمل مجيد العلوي.
احتلت البحرين المركز 67 في مؤشر الابتكار العالمي عام 2023.

## الجغرافيا

### الموقع

خريطة البحرين 2014

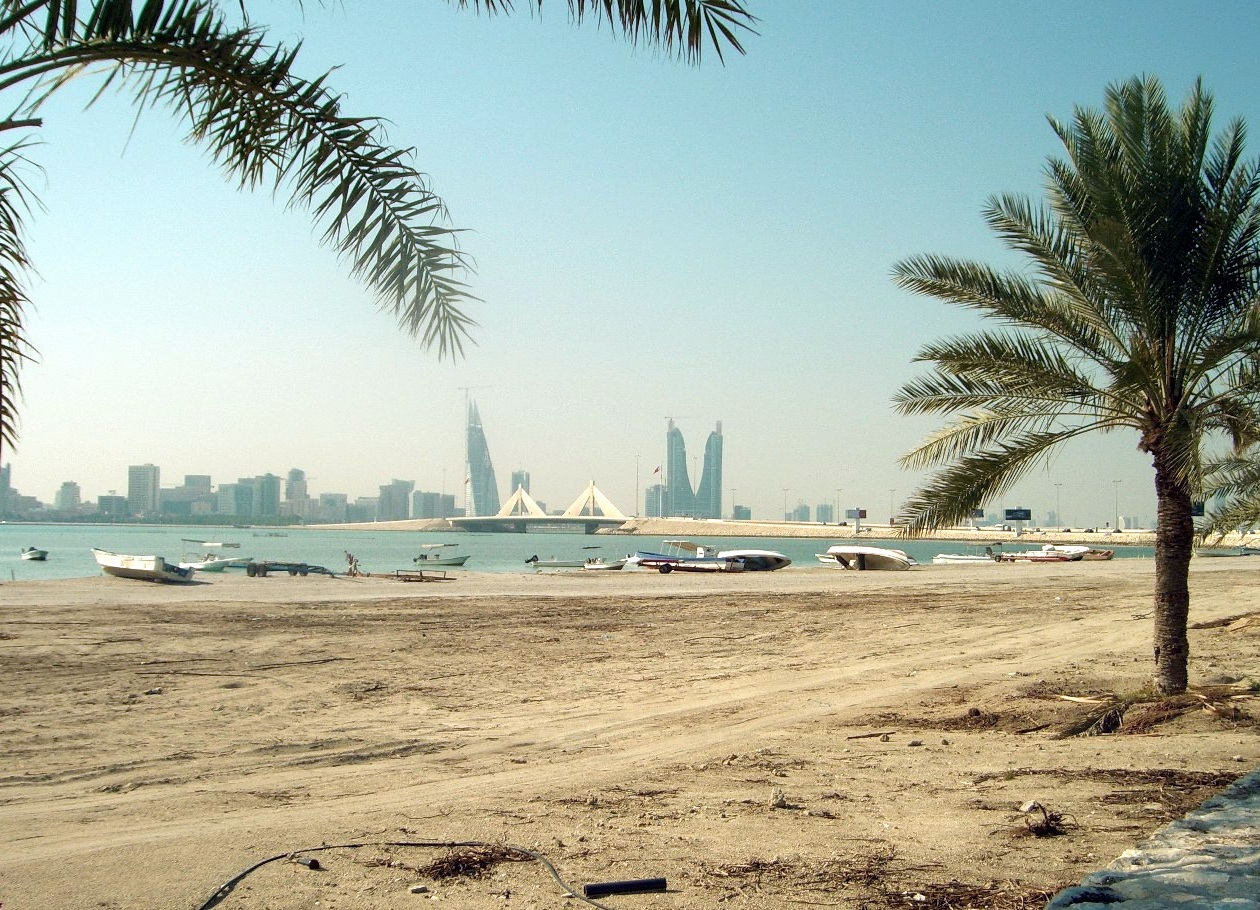
شاطئ في المحرق

البحرين هي أرخبيل مسطحة وقاحلة عمومًا في الخليج العربي، شرق المملكة العربية السعودية. وتتكون من سهل الصحراء المنخفضة يرتفع بلطف إلى جرف وسط منخفض مع أعلى نقطة 134 متر (440 قدم) جبل الدخان (جبل دخان الإعلان). وكانت مساحة البحرين الإجمالية نحو 665 كم2 (257 ميل2) ولكن نظرًا لاستصلاح الأراضي، زادت المساحة إلى 785.08 كم2 (303.12 ميل2)، وهي مساحة أكبر قليلا من جزيرة آيل أوف مان.
كثيرًا ما توصف بأنها أرخبيل من 33 جزيرة، تغيرت, مشاريع استصلاح الأراضي واسعة النطاق هذه، وبحلول أغسطس 2008 زادت من عدد من الجزر ومجموعات من الجزر إلى 84. البحرين لا تشترك في الحدود البرية مع دولة أخرى ولكن لديها 161 كم (100 ميل) خط ساحلي. كما يدعي البلاد 22 كم مزيد (12 نمي) من البحر الإقليمي و 44 كم (24 نمي) المنطقة المتاخمة. أكبر الجزر جزيرة البحرين هي البحرين، جزيرة المحرق، جزيرة أم النعسان، جزيرة سترة. البحرين لديها شتاء معتدل وصيف حار جدا الرطبة. وتشمل الموارد الطبيعية في البلاد كميات كبيرة من النفط والغاز الطبيعي وكذلك الأسماك في المياه البحرية. يشكل الأراضي الصالحة للزراعة 2.82% فقط من المساحة الكلية.
%92 من البحرين الصحراوية مع الجفاف الدورية والعواصف الترابية المخاطر الطبيعية الرئيسية للبحرينيين. وتشمل القضايا البيئية التي تواجه البحرين التصحر الناتجة عن تدهور الأراضي الصالحة للزراعة محدودة، وتدهور المناطق الساحلية (أضرار في السواحل والشعاب المرجانية، والنباتات البحرية) الناتجة عن تسرب النفط وتصريفات أخرى من الناقلات الكبيرة، مصافي النفط، ومحطات التوزيع، واستصلاح الأراضي بشكل غير قانوني في أماكن مثل خليج توبلي. أدى القطاعات الزراعية والمحلية على الاستفادة من الدمام المياه الجوفية، والمياه الجوفية الرئيسية في البحرين، إلى تملح من قبل الهيئات المالحة والمياه المالحة المجاورة. حددت دراسة الكيميائي مواقع مصادر المياه الجوفية وتملح حددت مناطق نفوذهم. ويشير التحقيق إلى أن نوعية المياه الجوفية بصورة ملحوظة حيث يتم تعديل تدفقات المياه الجوفية من المناطق الشمالية الغربية من البحرين، حيث يتلقى طبقة المياه الجوفية المياه من خلال التدفق تحت سطح الأرض الوحشي من شرق المملكة العربية السعودية، إلى الأجزاء الجنوبية والجنوبية الشرقية. ويتم تحديد أربعة أنواع من تملح المياه الجوفية: المياه المالحة تصل التدفق من المناطق الكامنة في الماء الأجاج في مناطق شمال ووسط وغرب وشرق؛ تسرب مياه البحر في المنطقة الشرقية؛ تسرب المياه السبخة في المنطقة الجنوبية الغربية؛ وتدفق عودة الري في منطقة محلية في المنطقة الغربية. وتناقش أربعة بدائل لإدارة نوعية المياه الجوفية التي تتوفر للسلطات المياه في البحرين وتقترح المجالات ذات الأولوية، وبناء على نوع ومدى كل مصدر الملوحة، بالإضافة إلى استخدام المياه الجوفية في تلك المنطقة.

### التنوع البيولوجي

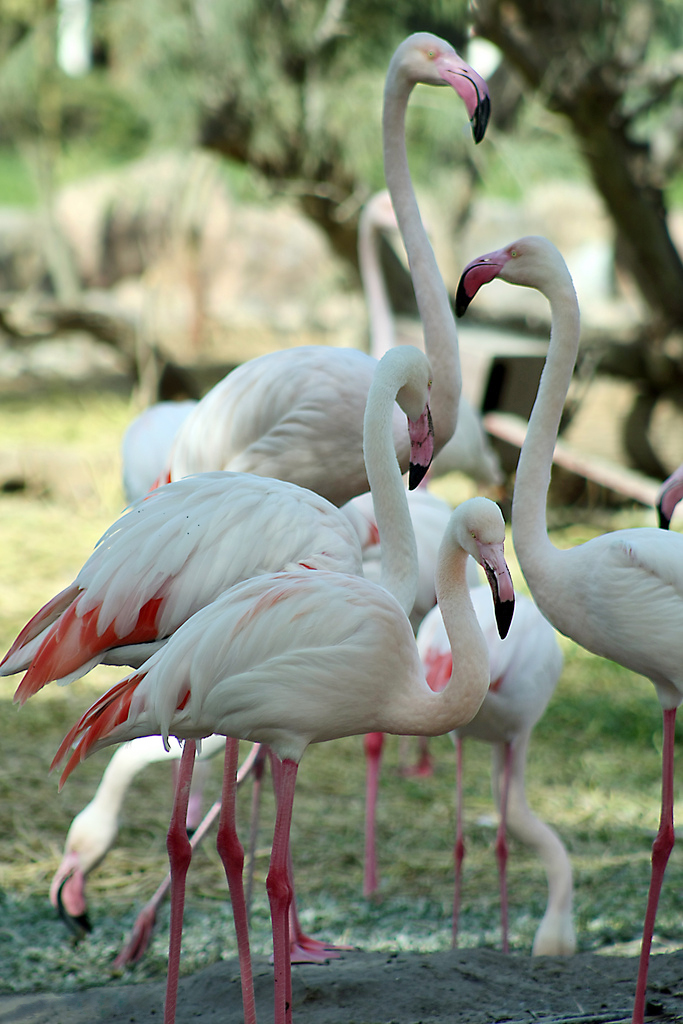
(طيور النحام الكبير) في موئلها في البحرين.

سُجِّل أكثر من 330 نوعا من الطيور في أرخبيل البحرين، 26 نوعا منها يتكاثر في البلاد. الملايين من الطيور المهاجرة تمر عبر منطقة الخليج في أشهر الشتاء والخريف. واحد الأنواع المهددة بالانقراض عالميا، شلاميدوتيس المتموجة، هو مهاجر العادية في الخريف. والعديد من الجزر والبحار الضحلة البحرين مهمة على الصعيد العالمي ل تربية من فالشركركس نيجرجلرس مسكوكة من الطيور، تم تسجيل ما يصل إلى 100،000 زوجا من هذه الطيور على جزر حوار. عُثِر على الأنواع فقط 18 من الثدييات في البحرين، والحيوانات مثل الغزلان والأرانب الصحراوية والقنافذ شائعة في تم اصطيادها البرية ولكن المها العربي من الانقراض في الجزيرة. سجلت 25 نوعا من البرمائيات والزواحف، فضلا عن 21 نوعا من الفراشات و307 نوع من النباتات. والبيئة الحيوية البحرية متنوعة وتشمل الأعشاب البحرية واسعة النطاق سرير والمسطحات الطينية، والشعاب المرجانية غير مكتمل وكذلك الجزر البحرية. الأعشاب البحرية أسباب تستخدم علفا مهما بالنسبة لبعض الأنواع المهددة بالانقراض مثل أبقار البحر والسلاحف الخضراء. وفي عام 2003، حظرت البحرين القبض على الأبقار البحر والسلاحف البحرية والدلافين ضمن مياهها الإقليمية.
توفر منطقة جزر حوار محمية التغذية والتربية أساس قيمة لمجموعة متنوعة من الطيور البحرية المهاجرة، وهو موقع معترف بها دوليا لهجرة الطيور. مستعمرة تربية سقطرى الغاق على جزر حوار هي الأكبر في العالم، تستخدم علفا للأبقار البحر وحول الأرخبيل تشكل ثاني أكبر تجمع الأطوم بعد أستراليا.
البحرين لديها خمسة مناطق محددة المحمية، أربعة منها هي البيئات البحرية وهم:-
- جزر حوار
- جزيرة مشتان، قبالة ساحل البحرين.
- دوحة عراد، في عراد.
- خليج توبلي
- محمية العرين، والتي هي حديقة للحيوانات ومركزا لتربية الحيوانات المهددة بالانقراض، هي منطقة محمية فقط على الأرض، وكذلك المنطقة المحمية الوحيدة التي تدار على أساس يوما بعد يوم.

## النقل والمواصلات

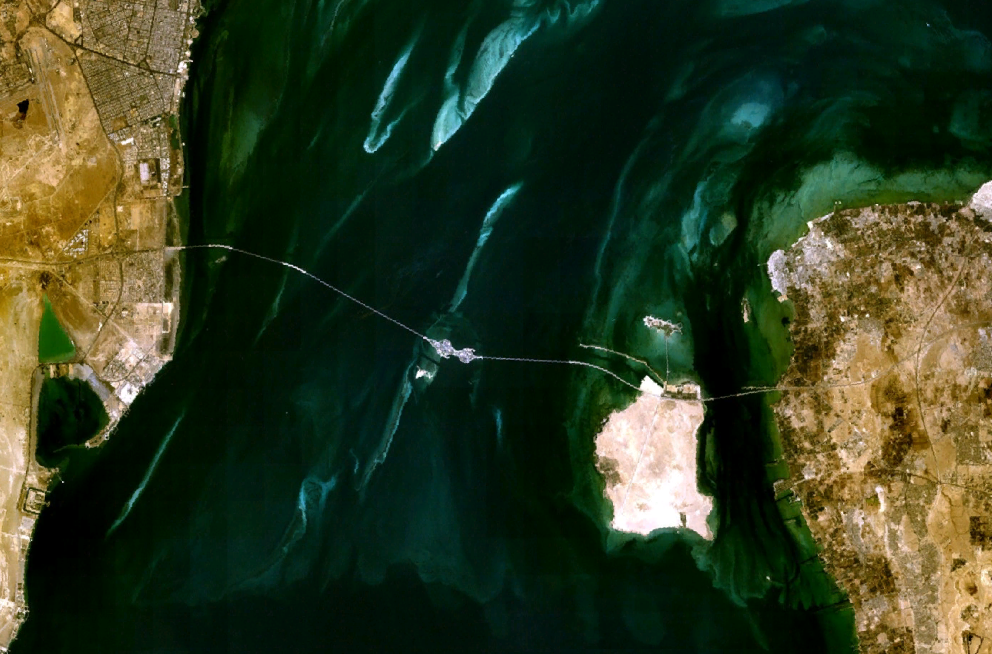
جسر الملك فهد كما يرى من الفضاء.

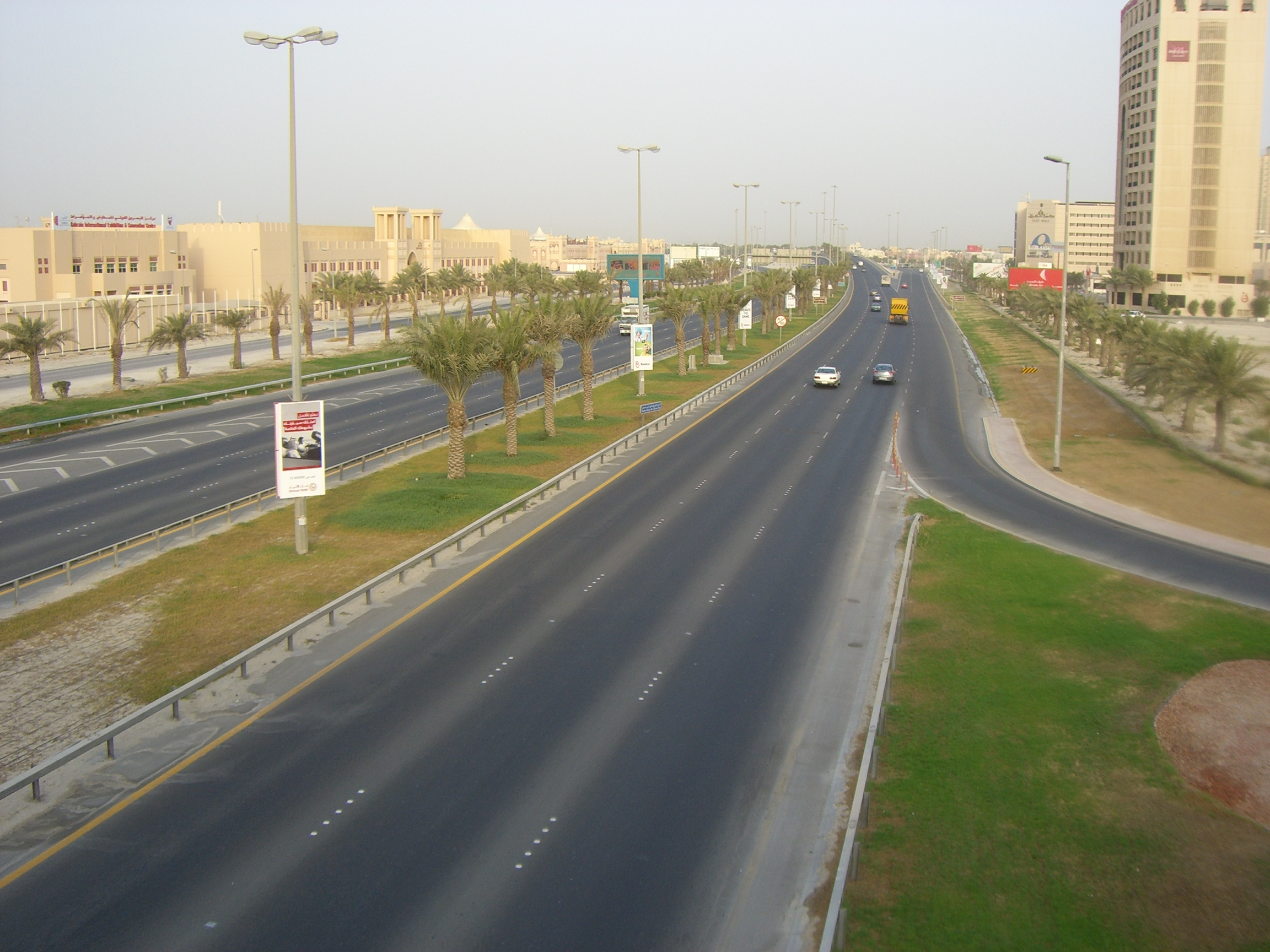
الطريق السريع جذع في المنامة.

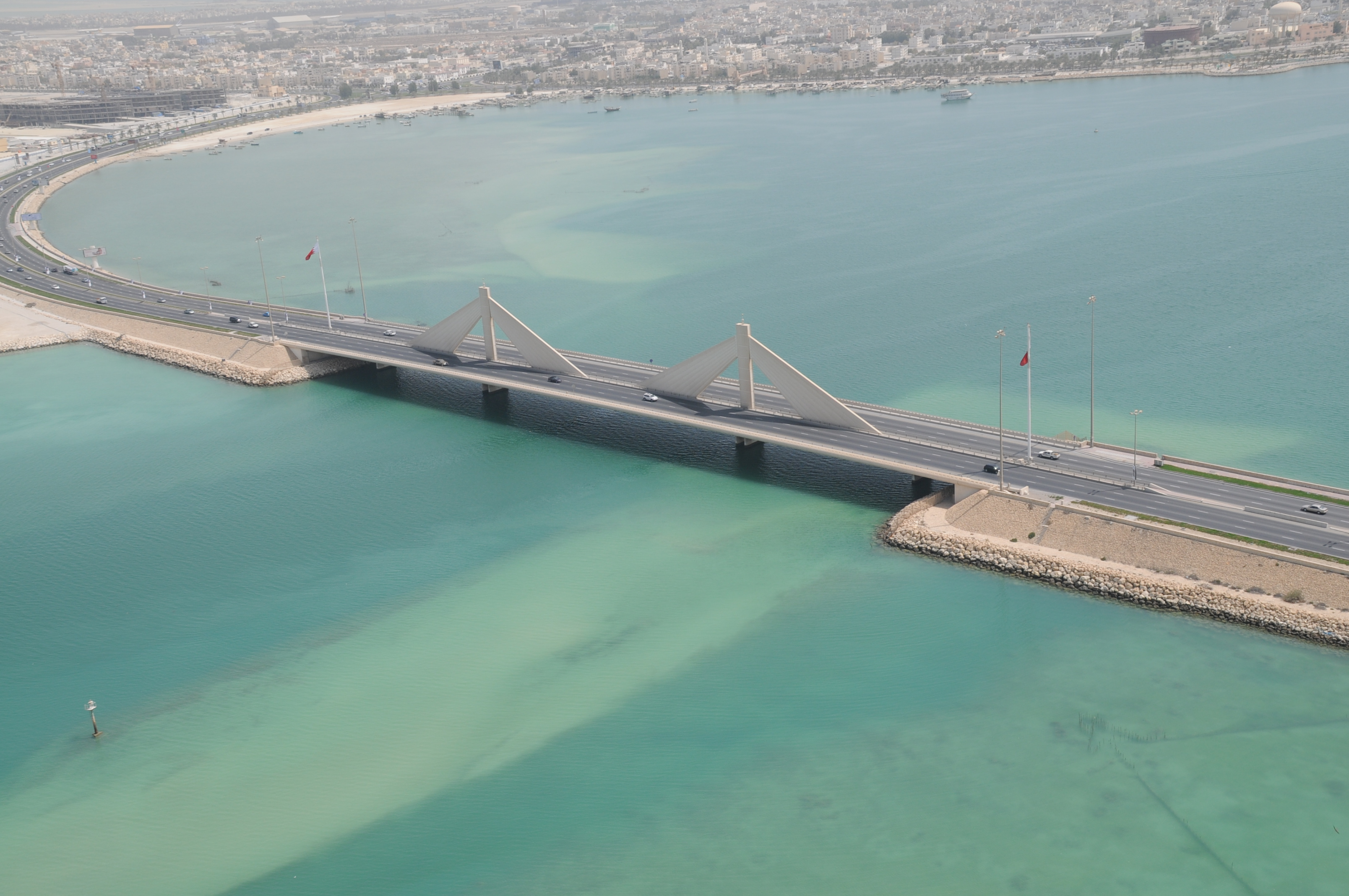
جسر الشيخ عيسى بن سلمان، أحد الجسور الذي يربط المنامة إلى المحرق.

البحرين لديها مطار دولي رئيسي واحد، ومطار البحرين الدولي الذي يقع في جزيرة المحرق، في الشمال الشرقي. التعامل مع المطار أكثر من 100،000 رحلة جوية وأكثر من 8 ملايين مسافر في عام 2010. الناقل الوطني لمملكة البحرين، وتعمل شركة طيران الخليج والقواعد نفسها في مطار البحرين الدولي.
البحرين لديها شبكة طرق متطورة، ولا سيما في المنامة. اكتشاف النفط في 1930 في وقت مبكر تسارع إنشاء الطرق والطرق السريعة متعددة في البحرين، وربط العديد من القرى المعزولة، مثل البديع، إلى المنامة.
إلى الشرق، ارتبطت المنامة إلى المحرق منذ عام 1929 بجسر الشيخ حمد، تم بناء الجسر الجديد في عام 1941 الذي حل محل الجسر الخشبي القديم. حاليا هناك ثلاثة جسور الحديثة التي تربط الموقعين. العبور بين الجزيرتين بلغت ذروتها بعد بناء مطار البحرين الدولي في عام 1932. بنيت الطرق الدائري والطرق السريعة في وقت لاحق للاتصال المنامة إلى قرى المحافظة الشمالية ونحو بلدات في وسط وجنوب البحرين.
ترتبط الجزر الرئيسية الأربعة وجميع البلدات والقرى التي كتبها الطرق التي شيدت بشكل جيد. كان هناك 3،164 كم (1،966 ميل) من الطرق في عام 2002، منها 2،433 كم مهد (1،512 ميل). الجسر تمتد أكثر من 2.8 كم (2 ميل)، وربط جزيرة المحرق المنامة مع، وجسر آخر ينضم سترة إلى الجزيرة الرئيسية. جسر الملك فهد، وقياس 24 كم (15 ميل)، يربط البحرين مع البر الرئيسي المملكة العربية السعودية عبر جزيرة أم النعسان. تم الانتهاء منه في ديسمبر كانون الأول عام 1986، وبتمويل من المملكة العربية السعودية. في عام 2008، كان هناك 17743495 راكبا تمر عبر الجسر.
كما أن من المحتمل إقامة جسر جديد يربط بين السعودية و البحرين من خلال جسر الملك حمد، الذي سيشتمل على سكة حديد يربط بين الدولتين.
ميناء البحرين من ميناء سلمان هو الميناء الرئيسي للبلاد ويتكون من 15 رصيفا. وفي عام 2001، كانت البحرين تمثل الأسطول التجاري من ثماني سفن من 1،000 جي آر تي أو أكثر، بلغ مجموعها 270784 حمولتها. السيارات الخاصة وسيارات الأجرة الوسيلة الأساسية للنقل في المدينة.

### الاتصالات السلكية واللاسلكية
بدأ قطاع الاتصالات في البحرين رسميا في عام 1981 مع تأسيس أول شركة بحرينية للاتصالات وهي بتلكو التي احتكرت القطاع حتى عام 2004. في عام 1981، كان هناك أكثر من 45،000 الهواتف في استخدامها في البلاد. بحلول عام 1999، كان أكثر من 100،000 بتلكو عقود الهواتف النقالة. وفي عام 2002، تحت ضغط من الهيئات الدولية، نفذت البحرين قانون الاتصالات والتي تضمنت إنشاء هيئة مستقلة لتنظيم قطاع الاتصالات. وفي عام 2004، دخلت شركة زين (بدأت نسخة بإعادة تسمية من إم تي سي فودافون) في الاتصالات البحرينية عام 2010، ثم تلتها إس تي سي البحرين (كانت تسمى آنذاك فيفا، وهي مملوكة من قبل إس تي سي السعودية) لتصبح الشركة الثالثة لتقديم خدمات الهاتف النقال.
وقد رُبِطَت البحرين إلى شبكة الإنترنت منذ عام 1995 مع لاحقة المجال في البلاد .bh. درجة اتصال الدولة (إحصائية والذي يقيس كلا من الوصول إلى الإنترنت والثابتة وخطوط الهاتف المحمول) هو 210.4 في المئة للشخص الواحد، في حين أن المتوسط الإقليمي في دول الخليج هو 135.37 في المئة. وقد ارتفع عدد مستخدمي الإنترنت في البحرين من 40،000 في عام 2000 إلى 250،000 في عام 2008، أو من 5،95 حتى 33 في المئة من السكان. اعتبارا من أغسطس عام 2013، الهيئة رخصت 22 مزودو خدمات الإنترنت.

## وسائل الإعلام
يتعرض الصحفيون البحرينيون لخطر الملاحقة القضائية بسبب جرائم تشمل «تقويض» الحكومة والدين. الرقابة الذاتية منتشرة على نطاق واسع. استُهدِف الصحفيين من قبل المسؤولين أثناء الاحتجاجات المناهضة للحكومة في عام 2011. وقد من صحيفة الوسط اليومية المعارضة، وتم تغريمهم لاحقًا لنشر أخبار «كاذبة». طُرِد العديد من المراسلين الأجانب.
ووجدت لجنة مستقلة، تم تشكيلها للنظر في الاضطرابات، أن التغطية الإعلامية الرسمية كانت تحريضية في بعض الأحيان. وقالت إن جماعات المعارضة تعاني من عدم القدرة على الوصول إلى وسائل الإعلام الرئيسية وأوصت الحكومة «بالنظر في تخفيف الرقابة». لقد وجدت التقييمات التي أجرتها منظمة مراسلون بلا حدود باستمرار أن البحرين هي واحدة من أكثر الأنظمة تقييدًا في العالم. تستضيف مملكة البحرين في قناة أخبار العرب تمولها السعودية، ومن المتوقع أن تطلق في ديسمبر كانون الأول 2012. وسوف يستند عليه في المخطط «مدينة دبي للإعلام». محطة الفضائية المعارضة، والوا التلفزيون، وتعمل من لندن ولكن وجدت إشاراته المحظورة.
بحلول ديسمبر 2011، كان 694،000 البحرين مستخدمي الإنترنت. منصة «يوفر مساحة حرة ترحيب للصحفيين، على الرغم من واحد التي تم مراقبتها على نحو متزايد»، وفقا لمنظمة مراسلون بلا حدود. أهداف تصفية صارمة السياسية وحقوق الإنسان والمواد الدينية والمحتويات التي يعتبرها الطلبة فاحشة. كانت المدونين ومستخدمي الإنترنت الأخرى بين المعتقلين خلال الاحتجاجات في عام 2011.

### الإذاعة والتلفزيون
تعتبر البحرين من الدول السباقة في الخليج العربي من هذا القطاع، وذلك بإنشاء تلفزيون البحرين.

### الصحافة
| - صحيفة أخبار الخليج (يومية): وهي الصحيفة الأولى في البحرين منذ 1976م - صحيفة الأيام (يومية) - صحيفة الوطن (يومية) - صحيفة الوسط (يومية) | - صحيفة البلاد (يومية) - صحيفة العهد (أسبوعية) - صحيفة النبأ (أسبوعية) - صحيفة أسواق (أسبوعية اقتصادية) | - صحيفة الميثاق (يومية) |

## المناخ
يتميز مناخ البحرين بقلة الأمطار وحرارة الشمس وشدة الرطوبة حيث يكون في البحرين ما يعرف بالإرهاق الحراري وهو شدة الحرارة وشدة الرطوبة. تشهد البحرين فصلين أساسيين في السنة تتفاوت فيهما درجات الحرارة وهما:
- فصل الصيف شديد الحرارة والجفاف والرطوبة العالية التي تصل إلى أكثر من 80% في بعض الفترات ولا تسقط فيه الأمطار.
- فصل الشتاء تنخفض خلاله درجات الحرارة قليلًا، وتكون ليالي الشتاء أكثر انخفاض لدرجات الحرارة من النهار حيث يكون الجو معتدلا وجميلا وتسقط كميات قليلة من الأمطار.
- أما الربيع والخريف فهما فصلان قصيران في البحرين.

الأمطار القليلة التي تسقط في البحرين تجعل النباتات الطبيعية قليلة وهي لا تختلف عما ينبت في سائر دول الخليج العربي وهذه النباتات من الأنواع القادرة على تحمل الجفاف، وتتمثل ببعض الأعشاب والشجيرات.
وتقل الحيوانات البرية في البحرين لقلة الماء والنبات، ومن حيوانات البحرين البرية: الغزال والأرنب والنمس الضب. الطيور البرية قليلة أيضًا في البحرين، وهي على نوعين هما:
- طيور مقيمة كالدوري والعقاب والبوم والبلبل.
- طيور عابرة مهاجرة كالغراب والسنونو والنورس.

## التركيبة السكانية
يشكل البحرينيين 46% من السكان بينما يشكل غير البحرينيين 54% من السكان، حسب سنة 2010.
في عام 2010، نما عدد سكان البحرين إلى 1.2 مليون نسمة، منها 568،399 كانت البحريني و666،172 وغير المواطنين. وكان قد ارتفع من 1.05 مليون (517368 غير المواطنين) في عام 2007، وهو العام الذي عبرت سكان البحرين حاجز المليون. على الرغم من أن الغالبية العظمى من السكان عرب، وعدد كبير من الناس من جنوب آسيا يعيشون في البلاد. في عام 2008، عاش ما يقرب من 290،000 من الرعايا الهنود في البحرين، مما يجعلها أكبر جالية في البلاد.
البحرين هي رابع دولة ذات سيادة الأكثر كثافة سكانية في العالم ذات الكثافة السكانية من 1،646 نسمة لكل KM2 في عام 2010. والدول ذات السيادة فقط مع الكثافة السكانية هي أكبر الدول المدينة. ويتركز جزء كبير من هذه الفئة من السكان في شمال البلاد مع المحافظة الجنوبية كونها جزء الأقل كثافة سكانية. شمال البلاد هو تحضرا بحيث يعتبر من قبل بعض لتكون منطقة حضرية كبيرة واحدة.

### الدين

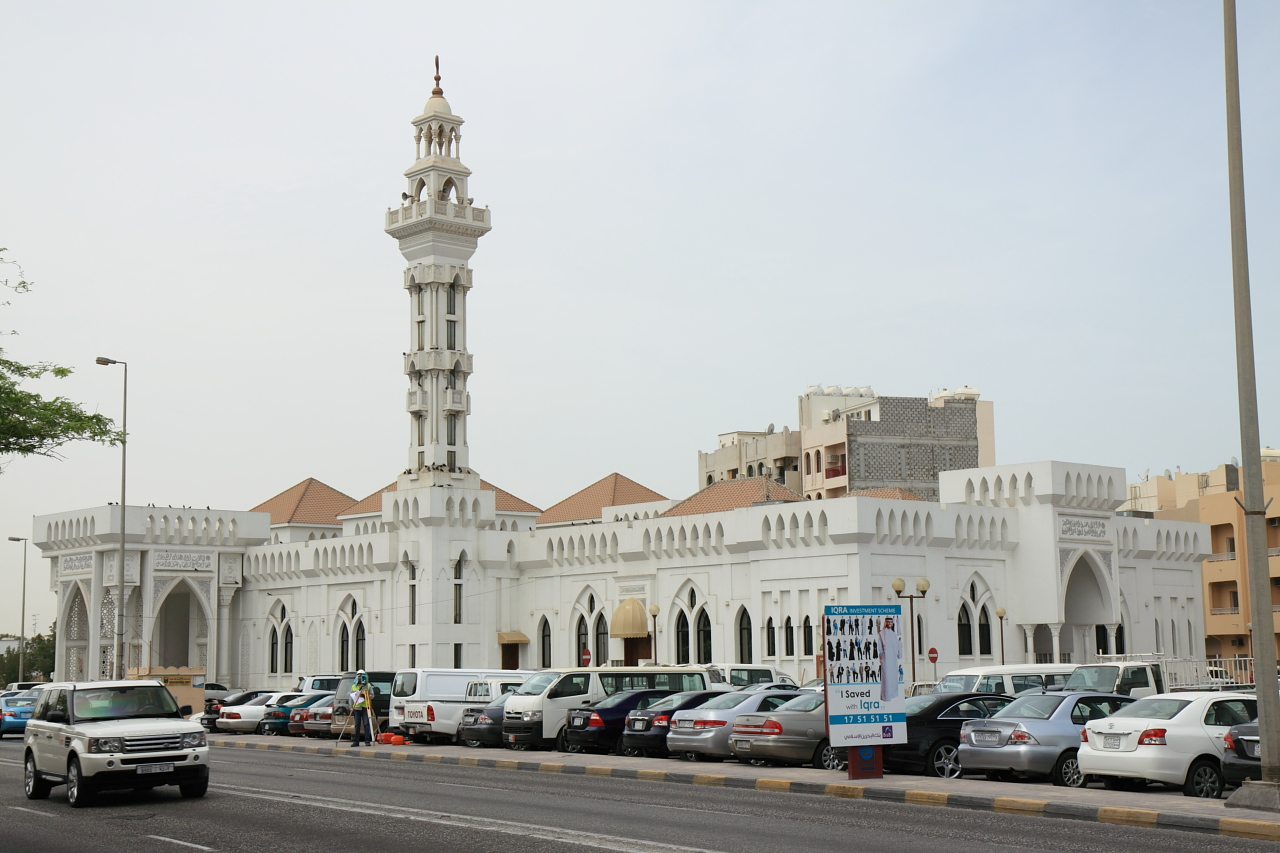
جامع القضيبية، وهو مسجد يقع في القضيبية أحد أحياء المنامة.

البحرين هي دولة إسلامية، وهو دينها الرسمي. بحسب تعداد السكان عام 2010، يُشكل المسلمون في البحرين غالبية السكان إذ يبلغ عددهم ما يعادل 70.3% من إجمالي السكان، وتشكل المسيحيون 14.5% من السكان، بينما يعتنق 15.2% من السكان ديانات أخرى. لا توجد هناك أرقام رسمية لنسبة الشيعة والسنة بين المسلمين في البحرين. على الرغم من ذلك، كشفت وثيقة بحرينية رسمية صادرة عن الجهاز المركزي للإحصاء والمعلومات عن دراسة قام بها فريق بحثي خاص خلال الفترة من 4 يوليو/ تموز وحتى 15 نوفمبر/ كانون الأول 2010، أن نسبة المواطنين السنة من إجمالي مواطني البلاد تعادل 51%، في حين توقفت نسبة الطائفة الشيعية عند 49%. لكن في تقرير نشرته صحيفة نيويورك بوست الأمريكية، أوردت الصحيفة أن ما يقرب 65-75% في المئة من المسلمين البحرينيين هم من الشيعة واللذين يمثلون الأغلبية.
هناك طائفة مسيحية محلية في البحرين. عدد المواطنين البحرينيين المسحيين يقارب 1,000 شخص. وغالبية المواطنين البحرينيين المسيحيين يميلون إلى أن يكونوا من المسيحيين الأرثوذكس، ويتمتع المسيحيين بالحرية الدينية والاجتماعية على قدم المساواة، والبحرين لديها العديد من الأعضاء المسيحيين في الحكومة البحرينية. المغتربون المسيحيون يشكلون غالبية المسيحيين في البحرين، في حين يشكل البحرينيين المسيحيين (الذين يحملون الجنسية البحرينية) مجتمع أصغر. أليس سمعان، والسفير البحريني الحالي في المملكة المتحدة هم من أصول مسيحية. كما أن الجالية اليهودية المحلية في البحرين يبلغ عددها سبعة وثلاثين من المواطنين البحرينيين. مصادر مختلفة نذكر الجالية اليهودية المحلية في البحرين بأنها 36-50 من الناس, وينشط اليهود البحرينيين في المجال السياسة. انتخب رجل أعمال يهودي، إبراهيم داود نونو، في مجلس الشيوخ المعين من البرلمان (مجلس الشورى). في عام 2008 تم تعيين هدى نونو اليهودية الدين سفيرة البحرين لدى الولايات المتحدة. هناك في البحرين أيضًا مجتمع بهائي من المواطنين، ويشكل البهائيين ما يقارب من 1% من مجموع السكان في البحرين.
بسبب تدفق المهاجرين والعمال الضيوف من البلدان غير مسلم، مثل الهند والفلبين وسريلانكا، النسبة الإجمالية للمسلمين في البلاد قد انخفض في السنوات الأخيرة. وفقا لتعداد عام 2001، كان 81.2% من سكان البحرين مسلمين، وكان 10% من المسيحيين، ويمارس 9.8% الهندوسية أو الأديان الأخرى. سجلات تعداد عام 2010 أن نسبة المسلمين قد انخفضت إلى 70.2% (فإن تعداد عام 2010 لا يفرق بين الأديان).

## الثقافة

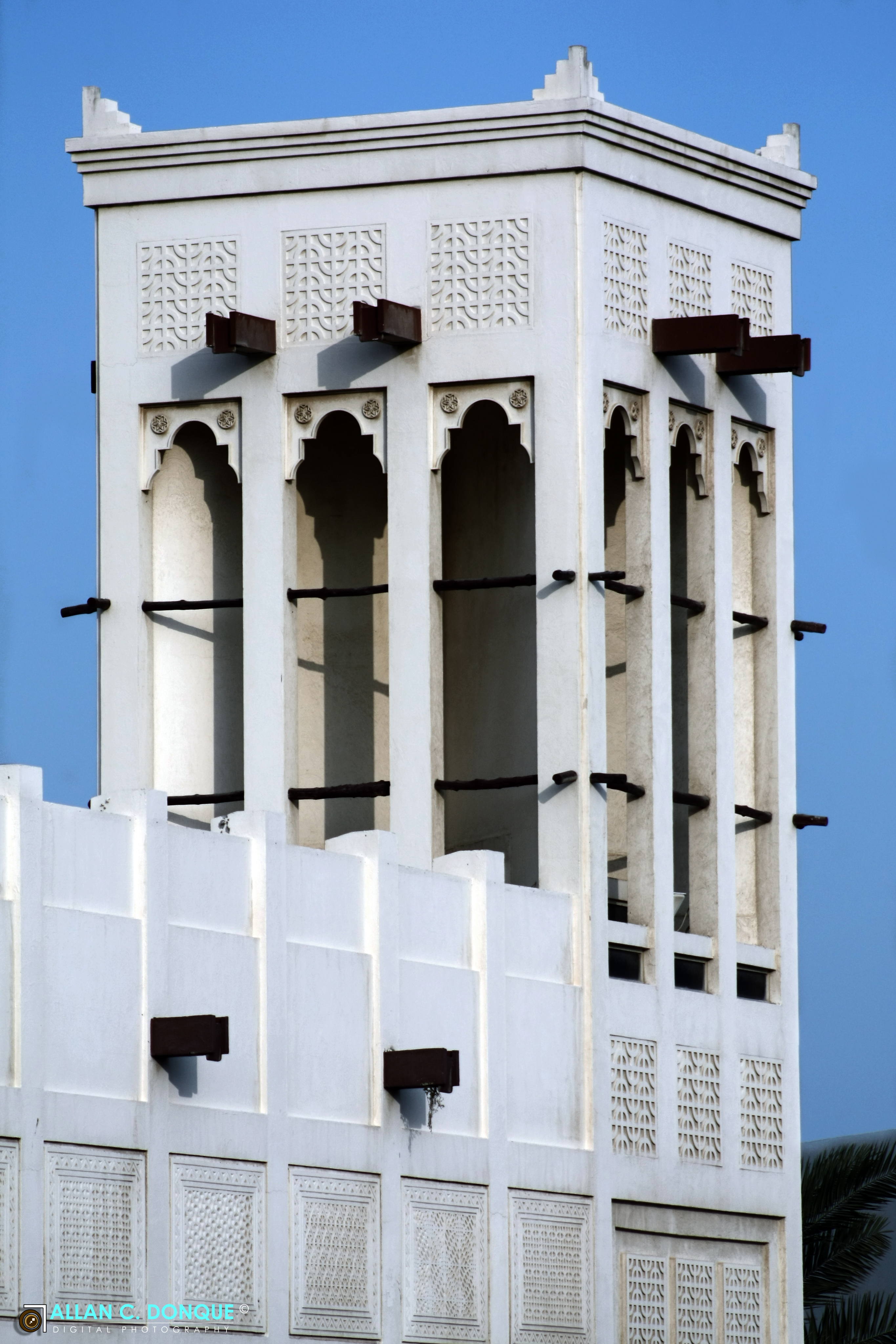
برج الرياح في البحرين.

يوصف أحيانا البحرين بأنها «لايت الشرق الأوسط» بسبب مزيج من البنية التحتية الحديثة مع هوية الخليج العربي. بينما الإسلام هو الدين الرئيسي، ومن المعروف البحرينيين للتسامح تجاه ممارسة الأديان الأخرى. وخففت القواعد المتعلقة بالزي الإناث عموما بالمقارنة مع جيرانها الإقليميين؛ الزي التقليدي للمرأة وعادة ما تشمل الحجاب[ ؟ ] أو العباءة على الرغم من أن الذكور بالزي التقليدي هو الثوب الذي يتضمن أيضا أغطية الرأس التقليدية مثل كوفية، الغترة والعقال. الملابس الغربية هو أمر شائع في البلاد.

### الأدب
تعتبر الحركة الثقافية في البحرين من أكثر الحركات الثقافية نشاطًا في منطقة الخليج العربي، فمنذ العشرينيات دخل التعليم دولة البحرين، وأخذت شرائح المجتمع بالتواصل مع الثقافة المحيطة، من خلال المجلات والدوريات العربية، مما ساعد على بناء قواعد ثقافية جيدة، تحصد البحرين اليوم نتاج هذه الفترة، فهناك الكثير من المسارح كمسرح أوال ومسرح جلجامش ومسرح الصواري، بجانب دور الثقافة كأسرة الأدباء والكتاب البحرينية، ومركز شيخ إبراهيم، والملتقى الثقافي الأهلي، وكذلك بالنسبة للنشاط الفني سواء في الموسيقى أو الرسم، فهناك أكثر من جمعية تهتم بتطوير الكادر البحريني، ووضعه في السياق الحضاري بجانب أخوة في مساحة الكون.

### الموسيقى
تعتبر الحركة الموسيقية والفنية في البحرين من أكثر الحركات نشاطا في دول الخليج العربي ولكن يؤخذ عليها بانعدام الدعم المادي من الجهات المختصة.

### الفن
ظهرت الحركة الفنية البحرينية الحديثة في 1950، مع إنشاء نادي الفنون والآداب في عام 1952. خدم النادي كمجموعة مظلة للفنانين المحترفين والهواة، والموسيقيين، والجهات الفاعلة في البحرين. في عام 1956، أول عقدت معرض فني في العاصمة البحرينية المنامة. التعبيرية والسريالية، فضلا عن فن الخط العربي هي أشكال شعبية الفنية في البلاد. وقد اكتسب شعبية التعبيرية التجريدية في العقود الأخيرة.

### المسرح
مسرح البحرين بتصميمة الحالي أنشئ في أوائل القرن 20، بعد إدخال التعليم النظامي في البلاد. وقد كانت مسرحيات الظل وعروض الدمى واسعة الانتشار سابقًا في البحرين، وأدخلت على النمط الأوروبي مسرحيات الدراما لأول مرة في المدارس والمسرحيات التي كتبها المسرحيين العرب والَّتِي سيتم في وقت لاحق تضمينها في المناهج الدراسية.
كما أصبح المجتمع المدني أكثر اهتمامًا بالمسرح وتتأثر أمثال توفيق الحكيم وسعد الله ونوس، شهدت البحرين عصر ذهبي من 1970 من الكتاب المسرحيين مثل علي الشرقاوي، إبراهيم العريض، عقيل سوار ويوسف الحمدان. تستضيف البلاد ثلاث شركات للمسرح. مسرح أوال، مسرح الجزيرة ومسرح الصواري. وفي عام 2012 تم افتتاح المسرح الوطني.
توجد عدة شركات ومؤسسات مسرحية ومنها:-
- مسرح الصواري
- مسرح أوال
- مسرح البيادر
- مسرح جلجامش
- مؤسسة المسرج الشعبي
- مؤسسة المسرح الأهلي
- مسرح الريف
- مسرح مؤسسة البحرين للإنتاج الفني
- مسرح البحرين الوطني
- مسرح الدانة

### اللغات واللهجات
اللغة العربية هي اللغة الرسمية في البحرين، على الرغم من أن اللغة الإنجليزية تستخدم على نطاق واسع. اللهجة البحرينية هي اللهجة المُستخدمة في مملكة البحرين وهي مشابهة للهجات دول الخليج العربية على الرغم من الاختلافات الطفيفة. كما يتحدث البحارنة (البحرينيون الشيعة) لهجة أخرى تسمى البحرانية وهي لهجة مشابهة للهجة أهل القطيف والشرقية في السعودية. اللغة العربية تلعب دورا هاما في الحياة السياسية، و وفقا للمادة 57 (ج) من دستور البحرين، يجب أن يكون النائب يجيد اللغة العربية للوقوف عن البرلمان. بين السكان البحرينيين وغير البحرينيين، وكثير من الناس يتحدثون الفارسية، اللغة الرسمية في إيران، أو الأردية، وهي اللغة الرسمية في باكستان. والنيبالية أيضا تحدث على نطاق واسع في العمال النيباليين والمجتمع جورخا الجنود. ويتحدث المالايالامية والتاميل والهندية بين الجاليات الهندية كبيرة. العديد من المؤسسات التجارية وعلامات الطرق هي ثنائية اللغة، وعرض باللغتين العربية والإنجليزية.

## التعليم

### لمحة تاريخية
كان التعليم بالبحرين في مطلع القرن العشرين مقصورًا على الكتاتيب فقط وهي بيوت تعليمية تقليدية هدفها تعليم قراءة القرآن، ولم تكن تلك الكتاتيب تحقق كفاية تعلمية تناسب التطور العلمي بعد انتهاء الحرب العالمية الأولى، فقد تغيرت الأمور وأدى انفتاح البحرين إلى إحداث تغييرات سياسية واجتماعية كبيرة فيها، ونتج عن ذلك انبثاق الوعي الثقافي والاجتماعي بين أفراد مجتمع البحرين، وبحكم ذلك ظهرت الحاجة إلى إنشاء معاهد تعليمية حديثة تختلف عن الكتاتيب من حيث نظمها ومناهجها وأهدافها.
قبيل سنة 1919م تشاور أهل الرأي في جزيرة المحرق وأجمعوا على ضرورة العمل لإنشاء مدرسة نظامية، فبارك شيوخ البلاد هذا النداء واكتتبوا لصالح المشروع وبُدئ العمل المنظم وتأسست مدرسة الهداية الخليفية للبنين في سنة 1919م في المنطقة الشمالية من مدينة المحرق.
هذا وقد قام بإنشاء هذه المدرسة لجنة من الأهالي برعاية الشيخ عبد الله بن عيسى آل خليفة وزير المعارف السابق بمساعدة التبرعات التي جمعت لهذا الغرض. وفي سنة 1926م قامت اللجنة الأهلية المشرفة على التعليم آنذاك بتأسيس المدرسة الثانوية للبنين في مدينة المنامة(عاصمة البحرين).
ولم تكن الفتاة في البحرين بمنأى عن التعليم، فقد سنحت لها فرصة التعليم النظامي بعد أن استشعر الأهالي بضرورة التعليم للبنات كضرورته للبنين، لذا افتتحت أول مدرسة نظامية للبنات في سنة 1928م أطلق عليها مدرسة الهداية الخليفية للبنات.
ونظرًا للصعوبات المالية والإدارية التي واجهت اللجنة المشرفة على التعليم عمدت الحكومة سنة 1930م إلى تولي مسؤولية هذه المدارس ووضعتها تحت إشرافها المباشر في مسمى وزارة التربية والتعليم.

### التعليم الآن
في سنة 2004 دخل التعليم في مملكة البحرين مرحلة التكنولوجيا وذلك من خلال مشروع الملك حمد لمدارس المستقبل والتي تهدف لربط جميع مدارس البحرين بالشبكة الإلكترونية وتفعيل التعلم الإلكتروني ليكون داعما أساسيا للتعليم. والهدف الأساسي لهذا المشروع هو تفعيل التعليم في كل مكان في كل زمان، وصار التعليم إلزامي ومجاني لكل بحريني، وانتشرت المدارس في جميع أنحاء المدن للجنسين.
ومؤخرًا في عام 2006 تأسس معهد الإدارة العامة بموجب المرسوم رقم (65) لسنة 2006 الصادر عن الملك حمد بن عيسى آل خليفة ملك مملكة البحرين في 28 يونيو 2006. ويهدف المعهد إلى تطوير الإدارة العامة والتدريب في وزارات ومؤسسات الدولة، والإسهام في إعداد وتدريب العاملين فيها، وفقًا لمتطلبات برامج التدريب والتطوير والأبحاث والعمل الاستشاري الذي يقره مجلس إدارة المعهد على نحو يكفل الارتقاء بمستوى الإدارة العامة ودعم خطط التنمية الاقتصادية والاجتماعية.

### الجامعات في البحرين
| - جامعة البحرين - جامعة الخليج العربي - معهد الادارة العامة (مملكة البحرين) - بوليتكنك البحرين - جامعة المملكة (البحرين) - جامعة دلمون - الجامعة الأهلية - جامعة العلوم التطبيقية | - جامعة نيويورك - الجامعة العربية المفتوحة - جامعة AMA - جامعة المملكة للبنات - الجامعة الكندية - كلية البحرين للمعلمين - الجامعة الملكية للبنات - الجامعة الأيرلندية RCSI-MUB | - معهد بيرلا للتكنولوجيا - الجامعة الخليجية |  |

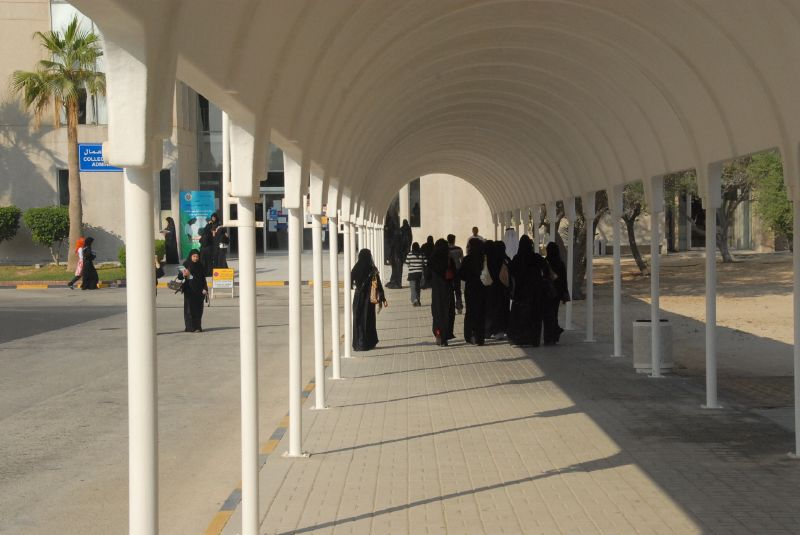
الطالبات في جامعة البحرين يرتدون الزي التقليدي

## القوات المسلحة

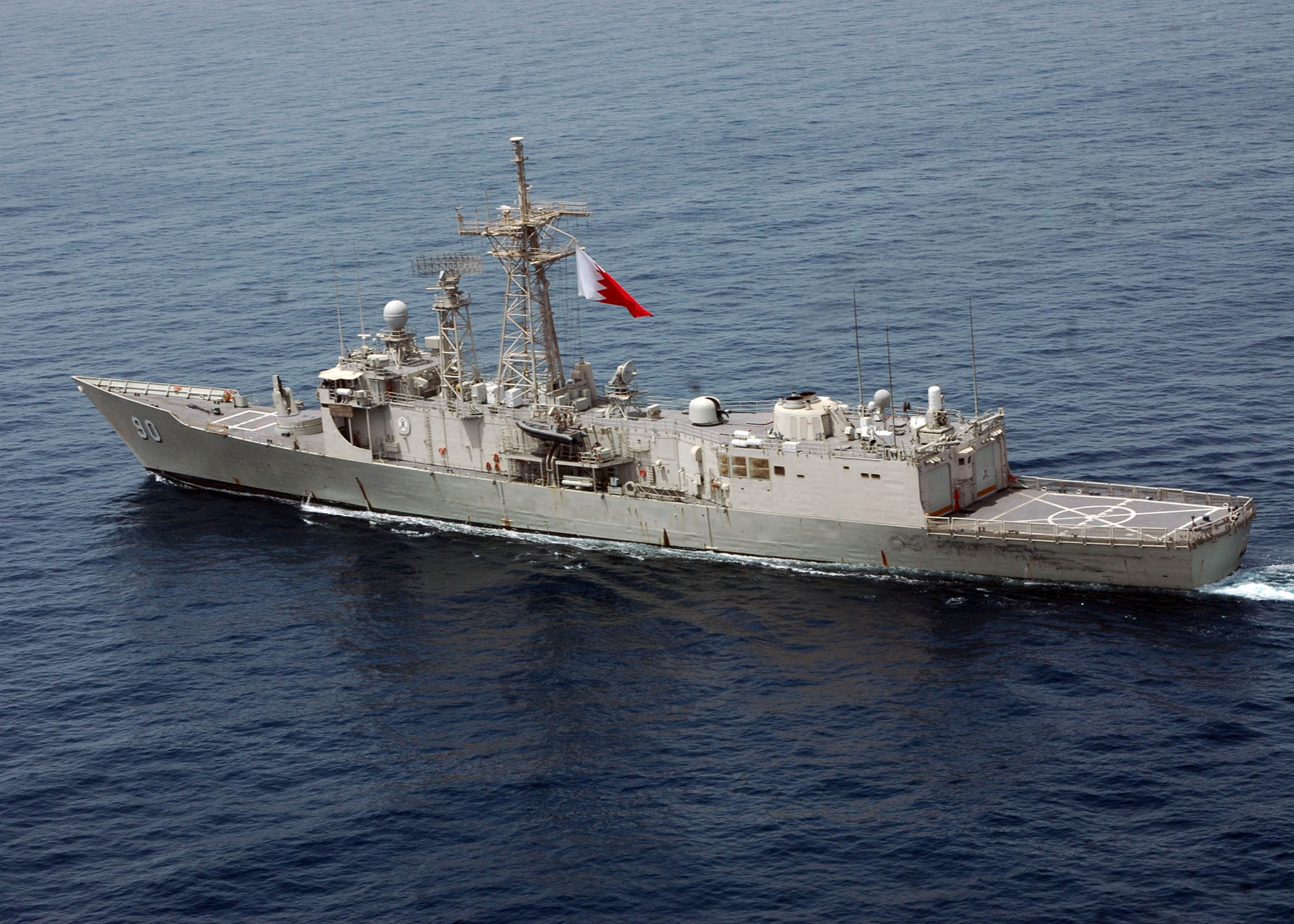
القوات البحرية الملكية البحرينية يشاركون في عملية متعددة الأطراف البحر

المملكة لديها قوة عسكرية صغيرة مجهزة تجهيزا جيدا ولكن قوة دفاع البحرين (BDF)، الذين يبلغ عددهم حوالي 13،000 فرد. والقائد الأعلى للجيش البحريني هو الملك حمد بن عيسى آل خليفة ونائب القائد الأعلى هو ولي العهد، سلمان بن حمد بن عيسى آل خليفة.
تم تجهيز BDF في المقام الأول مع أجهزة الولايات المتحدة الأمريكية، مثل المقاتلة F16، والمقاتلة F5 الحرية، UH 60 بلاك هوك ودبابات M60A3، ويو إس إس السابقين جاك ويليامز، والتي سُمّيت فئة الفرقاطة أوليفر هازارد بيري RBNS سبها.
حكومة البحرين لديها علاقات وثيقة مع الولايات المتحدة، بعد أن وقعت اتفاقية تعاون مع الولايات المتحدة العسكرية وقدمت الولايات المتحدة قاعدة في الجفير منذ 1990 في وقت مبكر، على الرغم من وجود البحرية الأمريكية موجودة منذ عام 1948. هذا هو منزل من مقر للقائد، الولايات المتحدة القوات البحرية القيادة المركزية (COMUSNAVCENT) / الولايات المتحدة الاسطول الخامس (COMFIFTHFLT), وحول 6،000 العسكريين في الولايات المتحدة.

## السياحة

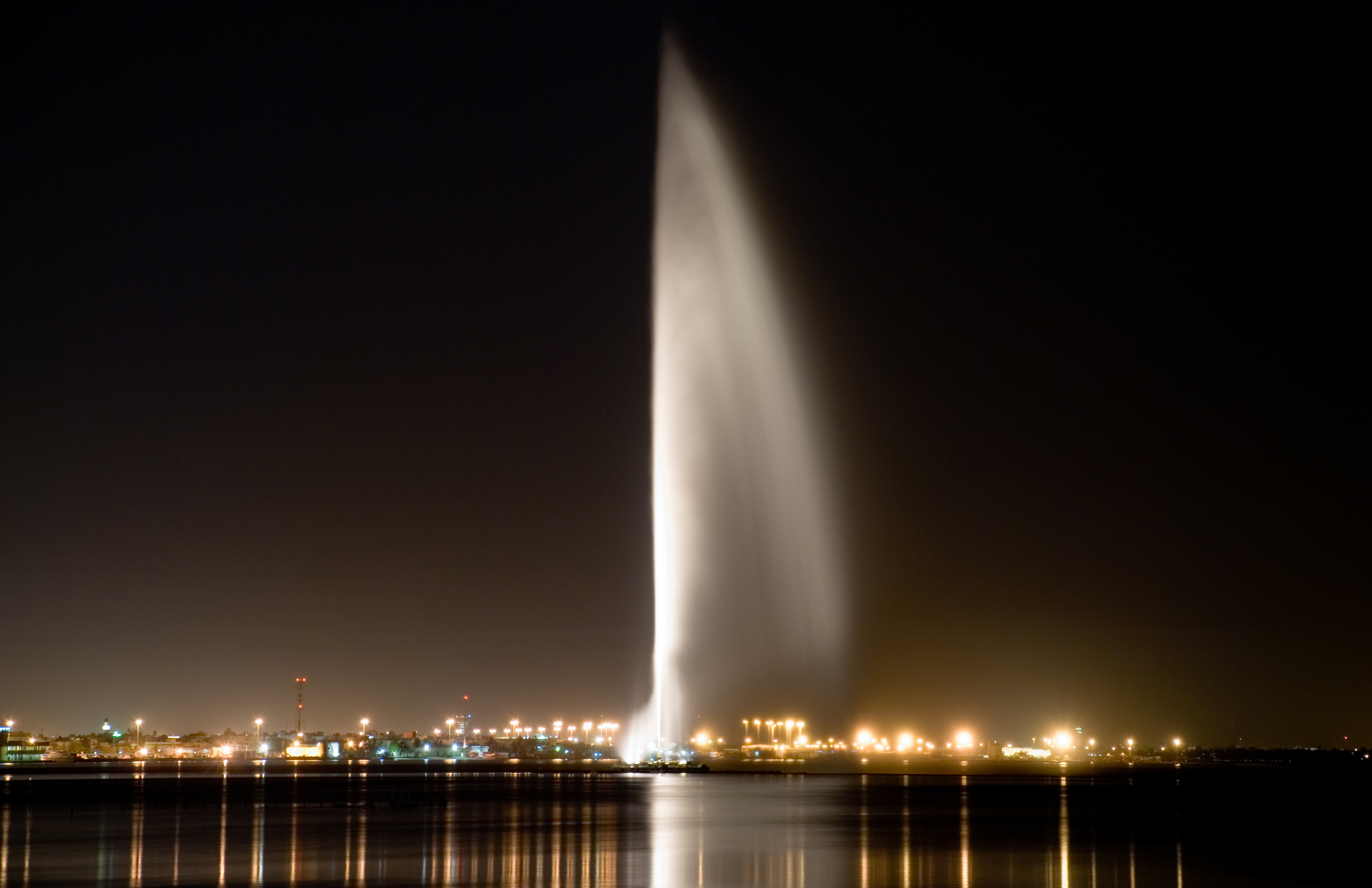
نافورة البحرين التي يبلغ طولها 404 قدم

تزدهر السياحة في البحرين وخصوصًا في السنوات الأخيرة. ومعظم السياح يأتون من الدول الخليجية المجاورة بحكم الجسر مع المملكة العربية السعودية وذلك خاصة بعد بدأ السماح بالمرور بالبطاقة المدنية، بالإضافة إلى سياح من دول مختلفة. وأحد أسباب هذا الازدهار المعالم السياحية التي يعود أصلها للحضارات القديمة مثل حضارة دلمون التي كانت في المنطقة. هذا بالإضافة إلى بعض المعالم الحديثة التي أثرت الحركة السياحية في البحرين، وكذلك سباقات الخيول وسباقات السيارات والفورملا 1. وأيضًا كثرة الأسواق الشعبية وأسواق الذهب. والملاهي الليلية كما يعود ذلك للأمان النفسي مقارنه ببقية دول العالم ولأخلاق شعب البحرين التي تحبب الزائر في رحلته.

### المواقع التاريخية والأثرية
| المتاحف - متحف البحرين الوطني - متحف راشد العريفي المحرق - متحف الغوص والؤلؤ - متحف موقع قلعة البحرين - بيت القرآن - متحف النفط | القلاع الأثرية - قلعة البحرين تعرف أيضا بـ«قلعة البرتغال» - قلعة عراد - قلعة الرفاع تعرف أيضا بـ«قلعة الشيخ سلمان بن أحمد الفاتح» - قلعة بو ماهر |  |

أخرى

| - مسجد الخميس - مدافن دلمون - مقابر عالي - عين أم السجور | - معبد باربار - معبد الدراز - مستوطنة سار - القبور المتشابكة غربي مستوطنة سار | - جامع سماهيج - بيت سيادي - بيت الشيخ عيسى بن علي - بيت خلف - عمارة بن مطر | - سوق القيصرية | - مدرسة الهداية الخليفية - بيت جمشير - حقول تومولي في منطقة العرين |

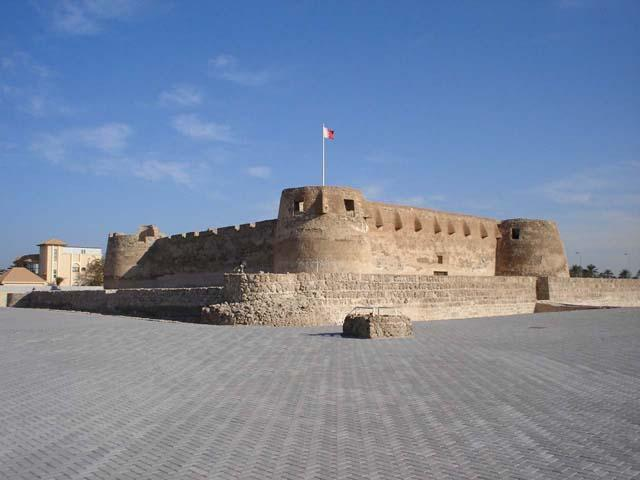
قلعة عراد

توجد بالبحرين أكبر مقبرة تاريخية بالعالم وهي على شكل روابي (تلال) وتسمى مقابر عالي مختلفة الحجم والشكل. وتوجد بمنطقة عالي بالمحافظة الوسطى، ولهذه المقابر تاريخ عريق قديم منذ عهد حضارة دلمون. حيث كان الدلمونيون يدفنون موتاهم في تلك التلال وهي (قبور) ويدفنون معهم حاجياتهم النفيسة والثمينة، كما يدفنون معهم جِـِراب الماء الفخارية، والمقتنيات الثمينة ظنًا منهم واعتقادا أن هذا الميت قد يعود للحياة في أي لحظة. [بحاجة لمصدر]

### المقاصد السياحية
من أشهر المقاصد السياحية في البحرين
الحدائق والمنتزهات

| - جنة دلمون المفقودة - منتزه عذاري - حديقة المحرق الكبرى المائية - حديقة المحرق | - حديقة الحد - حديقة عراد - حديقة قلالي - حديقة حسان بن ثابت | - حديقة علاء الدين - حديقة الكراني - حديقة المطار - دوحة عراد | - الحديقة المائية - حديقة خليفة الكبرى - منتزه الأمير خليفة بن سلمان |  |

المجمعات التجارية

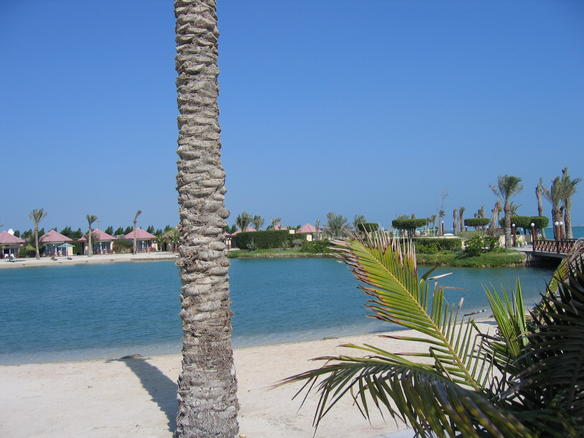
منتجع البندر في جزيرة سترة في البحرين

تعد المجمعات التجارية أحد أهم مقومات السياحة في البحرين، وهذه عينة من مجمعات البحرين:

لقطة لإحدى سباقات الفورملا 1

| - سيتي سنتر البحرين - مجمع السيف (المنامة) - مجمع السيف (المحرق) - مجمع السيف (مدينة عيسى) - مجمع الدانة - مجمع البحرين - مجمع العالي | - مارينا مول - يتيم سنتر - كونتري مول - جواد فود قاردن - مجمع سترة - الأفنيوز البحرين - شيراتون مودا مول | - لولو مول - نجيبي سنتر - مجمع الرفاع - مجمع لولو هايبر ماركت - مركز رامز التجاري - مجمع العاصمة - مجمع وادي السيل | - مجمع الواحة (الرفاع) - مجمع الواحة (الجفير) - مجمع الريف - مجمع الرملي - مجمع الإنماء - سلطان مول - الجفير مول |

الشواطئ
يوجد بالبحرين عدة شواطئ ومنها:

| - شاطئ بلاج الجزائر - شاطئ النادي البحري - شاطئ الحوض الجاف | - شاطئ المحرق - ساحل المالكية - شاطئ كرباباد | - شاطئ حالة بوماهر - شاطئ عراد - شاطئ البسيتين | - شاطئ السيول - شاطئ الدير - شاطئ الحد | - شاطئ قلالي - شاطئ سماهيج - شاطئ الدراز |

| الكورنيشات - كورنيش الملك فيصل - كورنيش الغوص - كورنيش أبوصبح - كورنيش عراد - كورنيش خليفة الكبير - كورنيش الفاتح | منشئات أخرى - حلبة البحرين الدولية - مدينة المعارض - شجرة الحياة - بيت الجسرة - مركز الجسرة للحرفيين - محمية العرين |  |

## ساعات العمل
- العمل الحكومي: الأحد إلى الخميس 7:00 صباحًا إلى 2:15 بعد الظهر، الجمعة والسبت إجازة.[175]
- المؤسسات التجارية: في الغالب من 8:00 صباحًا إلى 3:30 بعد الظهر، أو من 8:00 صباحًا إلى 1:00 بعد الظهر، ثم من 3:00 إلى 5:30 بعد الظهر (أيام العمل: السبت إلى الخميس أو السبت إلى الأربعاء أو الأحد إلى الخميس).
- الأسواق والمحلات التجارية: غالبًا 8:30 صباحًا إلى 12:30 بعد الظهر، ثم من 3:30 إلى 7:30 بعد الظهر، (أيام العمل: كل الأيام، ما عدا الجمعة التي تفتح فيه بعض المحلات جزئيًا)
- البنوك: الأحد إلى الخميس من 7:30 صباحًا إلى 2 بعد الظهر (بعض الفروع تفتح مساءً أيضًا من 3:30 إلى 5:30 بعد الظهر)، الخميس من 7:30 إلى 11:00 صباحًا، الجمعة إجازة.
- قد تتغير أوقات العمل في رمضان.

## الرعاية الصحية

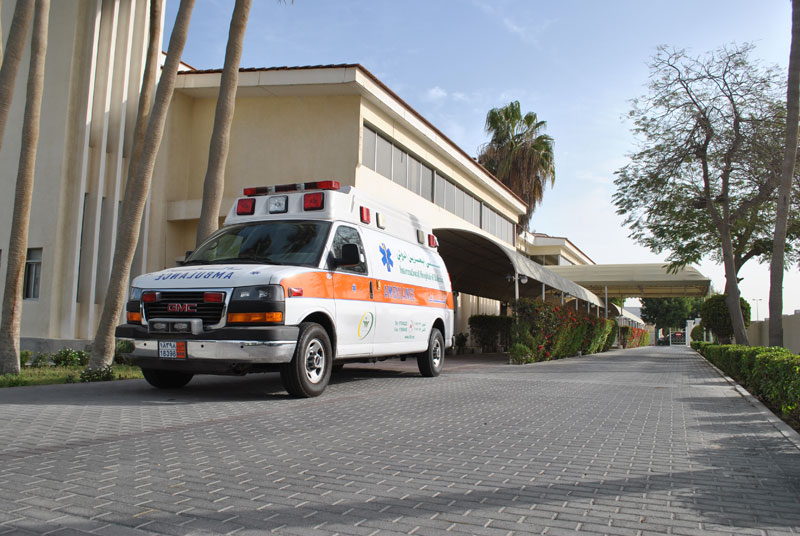
المكتب الهيدروغرافي الدولي الإسعاف

البحرين لديها نظام الرعاية الصحية الشاملة، التي يعود تاريخها إلى عام 1960. الرعاية الصحية التي توفرها الحكومة مجانا للمواطنين البحرينيين والمدعم لغير البحرينيين. وشكلت نفقات الرعاية الصحية ل 4.5% من الناتج المحلي الإجمالي في البحرين، وفقا لمنظمة الصحة العالمية. الأطباء البحرينية والممرضات تشكيل غالبية القوة العاملة في البلاد في قطاع الصحة، على عكس دول الخليج المجاورة. وكان أول مستشفى في البحرين هو مستشفى الإرسالية الأمريكية، الذي افتتح في عام 1893 كمستوصف. المستشفى العام الأول كان، وكذلك المستشفى الجامعي، لفتح في البحرين مجمع السلمانية الطبي، في حي السلمانية بالمنامة، في عام 1957. وأيضًا مستشفى قوة دفاع البحرين (الذي يعرف محليًا باسم المستشفى العسكري)، وهو المستشفى الوحيد الذي يقدم الخدمات والرعاية الصحية المجانية لغير المدنيين. المستشفيات الخاصة موجودة أيضا في جميع أنحاء البلاد، مثل مستشفى البحرين الدولي.
متوسط العمر المتوقع في البحرين هو 73 للذكور و76 للإناث. بالمقارنة مع العديد من البلدان في المنطقة، وانتشار الإيدز وفيروس نقص المناعة منخفضة نسبيا. الملاريا والسل (TB) لا تشكل مشاكل كبيرة في البحرين، لا المرض الأصليين للبلاد. ونتيجة لذلك، انخفضت حالات الملاريا والسل في العقود الأخيرة مع حالات تقلصات بين المواطنين البحرينيين أصبحت نادرة. ترعى وزارة الصحة حملات التطعيم ضد السل العادية وغيرها من الأمراض مثل التهاب الكبد ب.
والبحرين التي تعاني حاليا من وباء السمنة 28.9% من جميع الذكور و38.2% من مجموع الإناث تصنف على أنها بدينة. كما أن البحرين واحدة من أعلى معدلات انتشار مرض السكري في العالم (المكان 5)، مع أكثر من 15% من السكان البحرينيين الذين يعانون من هذا المرض، ويمثل 5% من الوفيات في البلاد. تمثل الأمراض القلبية الوعائية 32% من جميع الوفيات في البحرين، ويجري رقم واحد سبب للوفاة في الدولة (الكائن الثاني السرطان). المنجلية فقر الدم المنجلي والثلاسيميا هي السائدة في البلاد، مع دراسة خلصت إلى أن 18% من البحرينيين يحملون فقر الدم المنجلي في حين أن 24% من حاملي الثلاسيميا.

## الأعياد والعطلات الرسمية
في 1 سبتمبر 2006، تغيرت عطلة نهاية الأسبوع في البحرين من كونها الخميس والجمعة إلى الجمعة والسبت، من أجل أن يكون يوم عطلة نهاية الأسبوع مشتركة مع بقية العالم.
يتم سرد العطل ملحوظ في البلاد أدناه:
| التاريخ                 | المناسبة                    | ملاحظات              | الدوام الرسمي |
| ----------------------- | --------------------------- | -------------------- | ------------- |
| 1 يناير                 | عيد رأس السنة الميلادية     | حسب التقويم الميلادي | عطلة          |
| 5 فبراير                | ذكرى تأسيس قوة دفاع البحرين | حسب التقويم الميلادي | لا يوجد عطلة  |
| 1 مايو                  | عيد العمال العالمي          | حسب التقويم الميلادي | عطلة          |
| 16 ديسمبر               | العيد الوطني البحريني       | حسب التقويم الميلادي | عطلة          |
| 17 ديسمبر               | عيد جلوس الملك              | حسب التقويم الميلادي | عطلة          |
| 1 محرم                  | عيد رأس السنة الهجرية       | حسب التقويم الهجري   | عطلة          |
| 9 محرم                  | التاسع من محرم              | حسب التقويم الهجري   | عطلة          |
| 10 محرم                 | يوم عاشوراء                 | حسب التقويم الهجري   | عطلة          |
| 12 ربيع الأول           | عيد المولد النبوي الشريف    | حسب التقويم الهجري   | عطلة          |
| 27 رجب                  | ذكرى الإسراء والمعراج       | حسب التقويم الهجري   | لا يوجد عطلة  |
| 1 شوال–3 شوال           | عيد الفطر المبارك           | حسب التقويم الهجري   | عطلة          |
| 9 ذو الحجة              | يوم عرفة                    | حسب التقويم الهجري   | عطلة          |
| 10 ذو الحجة–13 ذو الحجة | عيد الأضحى المبارك          | حسب التقويم الهجري   | عطلة          |

### فهرس المنشورات
1. ↑  "البوابة الالكترونية للبحرين". مؤرشف من الأصل في 2017-12-22.
2. 1 2 3 4 5 6 7 8 9 10 11 12 13 14 15 16  . قاعدة بيانات البنك الدولي. {{استشهاد ويب}}: الوسيط |title= غير موجود أو فارغ (من ويكي بيانات) (مساعدة) والوسيط |مسار= غير موجود أو فارع (مساعدة)
3. ↑  "Demographic and socio-economic". مؤرشف من الأصل في 2019-06-10.
4. ↑  "Demographic and socio-economic". قاعدة بيانات البنك الدولي. البنك الدولي. مؤرشف من الأصل في 2019-05-02. اطلع عليه بتاريخ 2019-06-08.
5. ↑  "Demographic and socio-economic". مؤرشف من الأصل في 2019-04-04.
6. ↑  "Demographic and socio-economic". قاعدة بيانات البنك الدولي. البنك الدولي. مؤرشف من الأصل في 2019-06-12. اطلع عليه بتاريخ 2019-05-01.
7. ↑  "Human Development Report 2011" (PDF). United Nations. 2011. مؤرشف من الأصل (PDF) في 2019-05-02. اطلع عليه بتاريخ 2012-01-19.
8. ↑  "Demographic and socio-economic". مؤرشف من الأصل في 2019-06-12.
9. ↑  "Demographic and socio-economic". مؤرشف من الأصل في 2019-04-04.
10. ↑  "International Numbering Resources Database" (بالإنجليزية). Retrieved 2016-07-10.
11. ↑  Hommel (1897), p. 272.
12. ↑  الحموي (1977)، ج. 1، ص. 347.
13. ↑  الملحم، محمد ناصر (1997م). تاريخ البحرين في القرن الأول الهجري. نادي المنطقة الشرقية الأدبي. ISBN:9960736156.
14. ↑  History of Bahrain Michigan State University last retrieved 6 Jun 2013 نسخة محفوظة 27 ديسمبر 2017 على موقع واي باك مشين.
15. ↑  p.v. golb, Bahrain, kuml, 1954, 103, bahrains oldtidshovedstad, kuml, 1954, 169
16. ↑  Welcome to Bahrain James Hamed Dacre Belgrave p.55
17. ↑  h. field, ancient and modern man in southwestern asia, 108, archive fuer orientforschung. 16, "1952-1953", 6-9
18. ↑  Kaveh Farrokh (2007). Shadows in the desert: ancient Persia at war. Osprey Publishing. p. 68
19. ↑  Watson, William (1983), "Iran and China", in Yarshater, Ehsan, Cambridge History of Iran 3.1, London & New York: Cambridge University Press p.543
20. ↑  Bahrain By Federal Research Division, page 7
21. ↑  Mojtahed-Zadeh, Pirouz (1999). Security and Territoriality in the Persian Gulf: A Maritime Political Geography. Richmond, Surrey: Curzon
22. ↑  Conflict and Cooperation: Zoroastrian Subalterns and Muslim Elites in... By Jamsheed K. Choksy, 1997, page 75
23. ↑  Howard-Johnston, James: "The Sasanian's Strategic Dilemma". In: Henning Börm - Josef Wiesehöfer (eds.), Commutatio et contentio. Studies in the Late Roman, Sasanian, and Early Islamic Near East, Wellem Verlag p.291
24. ↑  Curtis E. Larsen. Life and Land Use on the Bahrain Islands: The Geoarchaeology of an Ancient Society University Of Chicago Press, 1984
25. ↑  Smith, G.R. "Uyūnids." Encyclopaedia of Islam. Edited by: P. Bearman، Th. Bianquis، C.E. Bosworth، E. van Donzel and W.P. Heinrichs. Brill, 2008. Brill Online. 16 March 2008  نسخة محفوظة 1 أبريل 2020 على موقع واي باك مشين.
26. ↑  Rentz, G. "al- Baḥrayn." Encyclopaedia of Islam. Edited by: P. Bearman، Th. Bianquis، C.E. Bosworth، E. van Donzel and W.P. Heinrichs. Brill, 2008. Brill Online. 15 March 2008  نسخة محفوظة 3 أبريل 2020 على موقع واي باك مشين.
27. ↑  Juan R. I. Cole, "Rival Empires of Trade and Imami Shiism in Eastern Arabia, 1300-1800", International Journal of Middle East Studies, Vol. 19, No. 2. (May, 1987), pp. 177-203, at p. 179, through JSTOR. <177:REOTAI>2.0.CO;2-X نسخة محفوظة 2020-06-01 على موقع واي باك مشين.
28. 1 2  Rentz, G. "al- Baḥrayn."
29. ↑  ابن المجاور، تاريخ المستبصر، نسخة موقع الوراق، ص 109  نسخة محفوظة 24 فبراير 2018 على موقع واي باك مشين.
30. ↑  ابن بطوطة، تحفة النظار في غرائب الأمصار وعجائب الأسفار، نسخة موقع الوراق، ج 1، ص 133  نسخة محفوظة 24 فبراير 2018 على موقع واي باك مشين.
31. ↑  X. De Planhol, "Bahrain", Encyclopedia Iranica (online version) نسخة محفوظة 01 مارس 2009 على موقع واي باك مشين.
32. 1 2  Juan R. I. Cole, p. 194
33. 1 2  Rentz, "al- Baḥrayn."
34. ↑  Juan R. I. Cole, p. 187
35. ↑  X. De Planhol
36. 1 2  J. A. Kechichian, "Bahrain", Encyclopedia Iranica (online version) نسخة محفوظة 01 مارس 2009 على موقع واي باك مشين.
37. ↑  Burrell, R.M. "al- Manāma." Encyclopaedia of Islam. Edited by: P. Bearman، Th. Bianquis، C.E. Bosworth، E. van Donzel and W.P. Heinrichs. Brill, 2008. Brill Online. 11 April 2008  نسخة محفوظة 7 أبريل 2020 على موقع واي باك مشين.
38. ↑  Alexei Vassiliev, The History of Saudi Arabia, London, UK: Al Saqi Books, 1998, p. 91.
39. 1 2  Vassiliev, p. 186
40. ↑  Vassiliev, p. 107
41. ↑  Juan R. I. Cole, p. 199 (نقلًا عن بالغريف)
42. ↑  Rentz, G. "al- Dawāsir." Encyclopaedia of Islam. Edited by: P. Bearman، Th. Bianquis، C.E. Bosworth، E. van Donzel and W.P. Heinrichs. Brill, 2007. Brill Online. 19 December 2007  نسخة محفوظة 6 أبريل 2020 على موقع واي باك مشين.
43. ↑  لوريمر، دليل الخليج، القسم الجغرافي: انظر المادة المتعلقة بـ"الدواسر" و"البحرين."
44. ↑  Rentz, G. "al- Dawāsir."
45. ↑  "Report of the Bahrain Independent Commission of Inquiry". BICI. مؤرشف من الأصل في 2019-05-15.
46. ↑  "Bahrain News — The Protests". New York Times. 24 June 2012. Retrieved 2 July 2012. نسخة محفوظة 23 يناير 2016 على موقع واي باك مشين.
47. ↑  "Bahrain Shia demand cabinet change". Al Jazeera English. 5 March 2010. Retrieved 4 July 2012. نسخة محفوظة 18 فبراير 2018 على موقع واي باك مشين.
48. ↑  "Bahrain". المؤسسة الدولية للأنظمة الانتخابية. 26 يوليو 2010. مؤرشف من الأصل في 2016-03-29. اطلع عليه بتاريخ 2011-03-22.
49. ↑  "Bahrain Sa'id 'Abd al-Rasul al-Iskafi". منظمة العفو الدولية. 27 سبتمبر 1995. مؤرشف من الأصل في 2012-12-20. اطلع عليه بتاريخ 2012-02-02.
50. ↑  "Routine abuse, routine denial". Human Rights Watch. 1 يونيو 1997. مؤرشف من الأصل في 2018-09-15. اطلع عليه بتاريخ 2012-02-02.
51. ↑  "Country Reports on Human Rights Practices" نسخة محفوظة 17 فبراير 2018 على موقع واي باك مشين.. وزارة الخارجية الأمريكية. 4 March 2002. Retrieved 5 July 2012. "نسخة مؤرشفة". مؤرشف من الأصل في 2018-02-17. اطلع عليه بتاريخ 2018-01-04.{{استشهاد ويب}}:  صيانة الاستشهاد: BOT: original URL status unknown (link)
52. ↑  "Bahrain: Promising human rights reform must continue". منظمة العفو الدولية. 13 مارس 2001. مؤرشف من الأصل (PDF) في 2011-02-09. اطلع عليه بتاريخ 2011-02-09. {{استشهاد بدورية محكمة}}: الاستشهاد بدورية محكمة يطلب |دورية محكمة= (مساعدة)
53. ↑  Summary, "Torture Redux: The Revival of Physical Coercion during Interrogations in Bahrain", published by هيومن رايتس ووتش 8 February 2010, ISBN 1-56432-597-0, accessed 19 June 2011 "نسخة مؤرشفة". مؤرشف من الأصل في 2015-05-30. اطلع عليه بتاريخ 2014-06-22.{{استشهاد ويب}}:  صيانة الاستشهاد: BOT: original URL status unknown (link)
54. ↑  "World Report 2011: Bahrain". Human Rights Watch. 2011. مؤرشف من الأصل في 2014-08-23. اطلع عليه بتاريخ 2012-10-05.
55. ↑  "Freedom in Bahrain 2011". فريدم هاوس. 2011. مؤرشف من الأصل في 2018-10-20. اطلع عليه بتاريخ 2012-01-29.
56. ↑  Freedom of the Net 2011 – Bahrain part (PDF) (Report). فريدم هاوس. 2011. مؤرشف من الأصل (PDF) في 2019-08-08.
57. ↑  "RWB Press Freedom Index 2002". مراسلون بلا حدود. 2002. مؤرشف من الأصل في 2016-03-03. اطلع عليه بتاريخ 2012-01-29.
58. ↑  "RWB Press Freedom Index 2010". مراسلون بلا حدود. 2010. مؤرشف من الأصل في 2016-03-04. اطلع عليه بتاريخ 2012-01-29.
59. ↑  "FH Press Freedom Index 2011". فريدم هاوس. 2011. مؤرشف من الأصل في 2018-10-19. اطلع عليه بتاريخ 2012-01-29.
60. ↑  Elizabeth Dickinson (23 November 2011). "Bahrain commission issues brutal critique of Arab Spring crackdown". The Christian Science Monitor. Retrieved 5 July 2012. نسخة محفوظة 12 نوفمبر 2017 على موقع واي باك مشين.
61. ↑  Payne، Ed (17 أبريل 2012). "Amnesty report: Bahrain reforms are 'flawed,' 'inadequate'". CNN. مؤرشف من الأصل في 2013-01-16. اطلع عليه بتاريخ 2012-07-07.
62. ↑  "Bahrain police 'continue to torture detainees'". BBC. 29 April 2012. Retrieved 5 July 2012. نسخة محفوظة 18 أكتوبر 2017 على موقع واي باك مشين.
63. ↑  "Bahrain profile – Media". BBC News. مؤرشف من الأصل في 2019-04-22. اطلع عليه بتاريخ 2014-06-15.
64. 1 2  Bahrain profile - Media - BBC News نسخة محفوظة 18 أكتوبر 2017 على موقع واي باك مشين.
65. ↑  (بالإنجليزية) هافينغتون بوست (5 أغسطس 2011). "Shouting In The Dark: Al Jazeera Bahrain Documentary Shows The Bloody Fight For Democracy". مؤرشف من الأصل في 2017-10-10. اطلع عليه بتاريخ 2011-08-15.
66. ↑  (بالإنجليزية) AJStream (8 أغسطس 2011). "The Stream - Bahrain Foreign Minister Criticizes Al Jazeera Documentary on Twitter". مؤرشف من الأصل في 2016-11-30. اطلع عليه بتاريخ 2011-08-15.
67. ↑  MacFarquhar، Neil (22 مايو 2002). "In Bahrain, Women Run, Women Vote, Women Lose". The New York Times. مؤرشف من الأصل في 2018-10-19. اطلع عليه بتاريخ 2012-07-07.
68. ↑  Darwish, Adel (26 أكتوبر 2002). "Islamists gain majority in Bahrain". The Telegraph. مؤرشف من الأصل في 2018-09-15. اطلع عليه بتاريخ 2012-10-05.
69. ↑  Jew and Christian amongst 10 women in Shura council Middle East Online نسخة محفوظة 10 أكتوبر 2017 على موقع واي باك مشين. [وصلة مكسورة]
70. ↑  'UN General Assembly to be headed by its third-ever woman president', United Nations, 8 June 2006 نسخة محفوظة 03 أكتوبر 2017 على موقع واي باك مشين.
71. ↑  غادة جمشير (18 December 2006). "Women in Bahrain and the Struggle Against Artificial Reforms". Women Living Under Muslim Laws. Retrieved 5 July 2012. نسخة محفوظة 10 أكتوبر 2017 على موقع واي باك مشين.
72. ↑  Toumi, Habib (27 November 2006). "Women fail to add to the seat won unopposed". Gulf News. Retrieved 4 July 2012. نسخة محفوظة 10 أكتوبر 2017 على موقع واي باك مشين.
73. ↑  Toumi, Habib (8 October 2011). "Bahrain women MPs set to make a difference as parliament reconvenes". Gulf News. Retrieved 4 July 2012. نسخة محفوظة 10 أكتوبر 2017 على موقع واي باك مشين.
74. ↑  "Bahrain names Jewish ambassador". BBC News. 29 May 2008. Retrieved 4 July 2012. نسخة محفوظة 31 أغسطس 2018 على موقع واي باك مشين.
75. ↑  Toumi, Habib (27 May 2012). "Bahrain urges greater global religious tolerance". Gulf News. Retrieved 4 July 2012. نسخة محفوظة 10 أكتوبر 2017 على موقع واي باك مشين.
76. ↑  "Bilateral Relations". Ministry of Foreign Affairs, Bahrain. مؤرشف من الأصل في 2019-05-17. اطلع عليه بتاريخ 2012-06-27.
77. ↑  "Palestine Peace Process". Ministry of Foreign Affairs, Bahrain. مؤرشف من الأصل في 2016-07-16. اطلع عليه بتاريخ 2012-06-27.
78. ↑  "Member States of the GCC". GCC. مؤرشف من الأصل في 2016-05-07. اطلع عليه بتاريخ 2012-06-27.
79. ↑  "ترامب: البحرين توافق على تطبيع علاقاتها مع إسرائيل". www.aljazeera.net. مؤرشف من الأصل في 2020-09-11. اطلع عليه بتاريخ 2020-09-11.
80. ↑  "Israel and UAE announce normalisation of relations with US help". Al Jazeera. 13 أغسطس 2020. مؤرشف من الأصل في 2020-08-13. اطلع عليه بتاريخ 2020-08-13.
81. ↑  "Israel and UAE strike historic deal to normalise relations". BBC News. 13 أغسطس 2020. مؤرشف من الأصل في 2020-08-13. اطلع عليه بتاريخ 2020-08-13.
82. ↑  "A Bahraini Hunger Strike And An Inhumane Argument Read more: A Bahraini Hunger Strike And An Inhumane Argument". NYU Local. 13 أبريل 2012. مؤرشف من الأصل في 2016-11-08. اطلع عليه بتاريخ 2012-06-27.
83. ↑  "Bahrain slams Iran's claims, suspends gas deal talks". Xinhua News Agency. 20 فبراير 2009. مؤرشف من الأصل في 2012-10-03. اطلع عليه بتاريخ 2012-06-27.
84. 1 2 3 4  "History of Municipalities". Ministry of Municipalities Affairs and Urban Planning – Kingdom of Bahrain. مؤرشف من الأصل في 2015-01-09. اطلع عليه بتاريخ 2012-07-05.
85. 1 2  "Governorates of Bahrain". Statoids. مؤرشف من الأصل في 2018-10-19. اطلع عليه بتاريخ 2012-07-05.
86. ↑  "Bahrain Government". Permanent Mission of the Kingdom of Bahrain to the United Nations. مؤرشف من الأصل في 2013-02-04. اطلع عليه بتاريخ 2012-07-05.
87. ↑  "Three Polls, Three Different Approaches". The Estimate. 17 مايو 2002. مؤرشف من الأصل في 2012-10-03. اطلع عليه بتاريخ 2012-07-05.
88. ↑  "Decree No.17 for 2002". Capital Governorate. مؤرشف من الأصل (PDF) في 2012-10-03. اطلع عليه بتاريخ 2012-06-24.
89. ↑  The Gulf Daily News نسخة محفوظة 27 يونيو 2015 على موقع واي باك مشين.
90. ↑  "Bahrain Becomes a 'Major Non-NATO Ally'". Voice of America. 26 أكتوبر 2001. مؤرشف من الأصل في 2016-04-14. اطلع عليه بتاريخ 2012-06-24.
91. ↑  "Freedom House. Bahrain". freedomhouse.org. مؤرشف من الأصل في 2019-04-02. اطلع عليه بتاريخ 2014-10-13.
92. ↑  Bahrain expected to bustle Arabian Business, 1 February 2007 نسخة محفوظة 10 أكتوبر 2017 على موقع واي باك مشين.
93. ↑  Index of Economic Freedom Heritage Foundation نسخة محفوظة 10 مارس 2018 على موقع واي باك مشين.
94. ↑  Hedge Funds Review 18 March 2008 نسخة محفوظة 29 ديسمبر 2008 على موقع واي باك مشين.
95. ↑  Gulf Daily News 18 March 2008 نسخة محفوظة 22 أبريل 2008 على موقع واي باك مشين.
96. ↑  "Bahrain calling – Banking & Finance". ArabianBusiness.com. 25 أبريل 2008. مؤرشف من الأصل في 2010-09-16. اطلع عليه بتاريخ 2010-06-27.
97. 1 2 3  "CIA World Factbook, "Bahrain"". Cia.gov. مؤرشف من الأصل في 2010-12-29. اطلع عليه بتاريخ 2011-01-25.
98. ↑  The Report: Bahrain 2010. Oxford Business Group. ص. 25. ISBN:978-1-907065-22-4. مؤرشف من الأصل في 2020-03-17.
99. ↑  "Bahrain fully stocked for Eid al-Adha: official". Al Shorfa. 3 نوفمبر 2011. مؤرشف من الأصل في 2016-04-14. اطلع عليه بتاريخ 2012-10-03.
100. 1 2  "Bahrain food import bill to zoom 128pc". Daily Tribune. 9 نوفمبر 2011. مؤرشف من الأصل في 2013-01-17. اطلع عليه بتاريخ 2012-10-03.
101. ↑  "Bahrain profile: Timeline". BBC News. 3 أكتوبر 2012. مؤرشف من الأصل في 2012-10-05. اطلع عليه بتاريخ 2012-10-05.
102. ↑  Dokoupil، Martin (21 مارس 2012). "Bahrain economy slows to 1.3 pct q/q growth in Q4". Reuters. مؤرشف من الأصل في 2015-11-19. اطلع عليه بتاريخ 2012-06-29.
103. ↑  "Local News» JOBLESS RATE 3.8PC". Gulf Daily News. 4 أغسطس 2008. مؤرشف من الأصل في 2008-08-09. اطلع عليه بتاريخ 2010-06-27.
104. ↑  "Khaleej Times Online – 85pc unemployed in Bahrain are females". Khaleejtimes.com. 4 أغسطس 2008. مؤرشف من الأصل في 2015-01-09. اطلع عليه بتاريخ 2010-06-27.
105. ↑  Minister lashes out at parties opposed to unemployment benefit scheme Gulf News, 22 June 2007 نسخة محفوظة 2 يونيو 2008 على موقع واي باك مشين.
106. ↑  WIPO. "Global Innovation Index 2023, 15th Edition". www.wipo.int (بالإنجليزية). DOI:10.34667/tind.46596. Archived from the original on 2024-02-23. Retrieved 2023-10-29.
107. ↑  "Bahrain Geography and Population". countrystudies.us. مؤرشف من الأصل في 2012-10-03. اطلع عليه بتاريخ 2012-06-29.
108. ↑  "Bahrain". Britannica Online Encyclopedia. مؤرشف من الأصل في 2015-03-18. اطلع عليه بتاريخ 2012-06-29.
109. ↑  Kingdom of Bahrain National Report (PDF) (Report). المنظمة الهيدروغرافية الدولية. 2013. ص. 1. مؤرشف من الأصل (PDF) في 2019-08-08. اطلع عليه بتاريخ 2013-06-11.
110. ↑  Abdulla، Mohammed Ahmed؛ Zain al-'Abdeen، Bashir (2009). تاريخ البحرين الحديث (1500-2002) [Modern History of Bahrain (1500-2002)]. Bahrain: Historical Studies Centre, جامعة البحرين. ص. 26, 29, 59. ISBN:978-99901-06-75-6.
111. ↑  "CIA World Factbook, "Bahrain"". Cia.gov. مؤرشف من الأصل في 2010-12-29. اطلع عليه بتاريخ 2011-01-25.
112. ↑  Alsharhan، A. S. (2001). Hydrogeology of an Arid Region: The Arabian Gulf and Adjoining Areas. Elsevier. ص. 188–190. ISBN:978-0-444-50225-4. مؤرشف من الأصل في 2020-03-17.
113. ↑  Towards a Bahrain National Report to the Convention on Biological Diversity (PDF). Fuller & Associates. 2005. ص. 22, 23, 28. مؤرشف من الأصل (PDF) في 17 يناير 2013.
114. 1 2  "Country profile: Bahrain". Convention on Biological Diversity. مؤرشف من الأصل في 2012-05-12. اطلع عليه بتاريخ 2012-06-24.
115. ↑  "Traffic Statistics: December 2010" (PDF). Civil Aviations Affairs, Bahrain. مؤرشف من الأصل (PDF) في 2013-01-17. اطلع عليه بتاريخ 2012-07-05.
116. 1 2 3  Elsheshtawy، Yasser (2008). The evolving Arab city: tradition, modernity and urban development. Routledge. ص. 198. ISBN:978-1-134-12821-1. مؤرشف من الأصل في 2020-03-17. {{استشهاد بكتاب}}: |archive-date= / |archive-url= timestamp mismatch (مساعدة)
117. ↑  Al A'Ali, Mohammed (18 مارس 2012). "Seaview blow for Manama". Gulf Daily News. مؤرشف من الأصل في 2012-10-03. اطلع عليه بتاريخ 2012-10-03.
118. ↑  "Passenger Statistics". Kinf Fahed Causeway Authority. مؤرشف من الأصل في 2013-01-17. اطلع عليه بتاريخ 2012-06-25.
119. ↑  "بحث مستجدات مشروع جسر الملك حمد". مؤرشف من الأصل في 2020-01-24.
120. ↑  "Logistics and Infrastructure". Bahrain Economic Development Board. مؤرشف من الأصل في 2020-03-17. اطلع عليه بتاريخ 2012-07-04.
121. ↑  "Bahrain – Transportation". Encyclopedia of the Nations. مؤرشف من الأصل في 2012-10-03. اطلع عليه بتاريخ 2012-07-05.
122. ↑  "Getting around Bahrain". Lonely Planet. مؤرشف من الأصل في 2015-01-09. اطلع عليه بتاريخ 2012-07-05.
123. 1 2  Group، Oxford Business (2008). Report: Bahrain 2008. ص. 153. ISBN:9781902339979. مؤرشف من الأصل في 2020-03-17. {{استشهاد بكتاب}}: |مؤلف1-الأول= باسم عام (مساعدة)
124. ↑  "VIVA subscribers surge". Gulf Daily News. مؤرشف من الأصل في 2015-01-09. اطلع عليه بتاريخ 2012-07-04.
125. ↑  "Arab Advisors Group reveals Bahrain's communications connectivity leading the region (press release)". AMEinfo. 5 أغسطس 2008. مؤرشف من الأصل في 2013-07-29. اطلع عليه بتاريخ 2011-09-12.
126. ↑  "ITU Internet Indicators 2000". الاتحاد الدولي للاتصالات. مؤرشف من الأصل في 2018-09-15. اطلع عليه بتاريخ 2011-09-12.
127. ↑  "ITU Internet Indicators 2008". الاتحاد الدولي للاتصالات. مؤرشف من الأصل في 2018-09-15. اطلع عليه بتاريخ 2011-09-12.
128. ↑  "Market Information - No. of Licenses Issued". Telecommunication Regulatory Authority (Kingdom of Bahrain). مؤرشف من الأصل في 2019-12-16. اطلع عليه بتاريخ 2013-08-29.
129. 1 2  "Bahrain profile". BBC News. 29 يناير 2013. مؤرشف من الأصل في 2019-04-22.
130. ↑  InternetWorldStats.com.
131. ↑  Hasanean، H.M. "Middle East Meteorology". International Pacific Research Center. مؤرشف من الأصل في 2010-06-10. اطلع عليه بتاريخ 2012-10-02.
132. ↑  Martin-King, Philippa (June 2011). "Intelligent buildings". اللجنة الكهروتقنية الدولية. Retrieved 5 July 2012. نسخة محفوظة 11 يوليو 2015 على موقع واي باك مشين.
133. ↑  "Bahrain Weather". Bahrain Weather. مؤرشف من الأصل في 2012-10-03. اطلع عليه بتاريخ 2012-06-25.
134. ↑  Bahrain Census 2010 نسخة محفوظة 24 يونيو 2016 على موقع واي باك مشين.
135. 1 2 3 4  "General Tables". Bahraini Census 2010. مؤرشف من الأصل في 2018-07-22. اطلع عليه بتاريخ 2012-03-03.
136. ↑  "Bahrain's population crossed 1m in December". Gulfnews.com. 28 فبراير 2008. مؤرشف من الأصل في 2018-09-22. اطلع عليه بتاريخ 2012-06-03.
137. ↑  "290,000 Indians in Bahrain". Gulf-daily-news.com. 5 يوليو 2008. مؤرشف من الأصل في 2015-07-23. اطلع عليه بتاريخ 2010-06-27.
138. ↑  "Indian Community". Indian Embassy. مؤرشف من الأصل في 2017-10-10. اطلع عليه بتاريخ 2012-03-06.
139. ↑  "Bahrain: metropolitan areas". World Gazetteer. مؤرشف من الأصل في 2013-07-23. اطلع عليه بتاريخ 2018-01-04.
140. ↑  "General Tables". Bahraini Census 2010. مؤرشف من الأصل في 2018-07-22. اطلع عليه بتاريخ 2012-03-03.
141. 1 2  Taheri، Amir (17 فبراير 2011). "Why Bahrain blew up". New York Post. مؤرشف من الأصل في 2012-10-03. اطلع عليه بتاريخ 2011-02-22.
142. 1 2  Carey، Glen؛ Hatem، Mohammed (16 فبراير 2011). "Bahrain Shiites May Rally After Funeral for Protester". Bloomberg. مؤرشف من الأصل في 2014-10-06. اطلع عليه بتاريخ 2012-03-05.
143. 1 2  "Bahrain: it may be small, but it matters – Channel 4 News". Channel4.com. 17 فبراير 2011. مؤرشف من الأصل في 2018-11-26. اطلع عليه بتاريخ 2011-02-22.
144. ↑  "UK FCO". UK FCO. مؤرشف من الأصل في 2009-10-11. اطلع عليه بتاريخ 2012-03-03.
145. ↑  كتاب حقائق العالم من CIA نسخة محفوظة 29 يناير 2018 على موقع واي باك مشين.
146. ↑  وثيقة بحرينية: الشيعة أقل من نصف سكان البحرين، الجزيرة الإخبارية نسخة محفوظة 10 أكتوبر 2017 على موقع واي باك مشين.
147. ↑  "UK FCO". UK FCO. مؤرشف من الأصل في 2009-10-11. اطلع عليه بتاريخ 2012-03-03.[وصلة مكسورة]
148. ↑  |title= Mapping the Global Muslim Population |href="https://www.pewforum.org/2009/10/07/mapping-the-global-muslim-population/%22 target="_blank">Mapping the Global Muslim Population|date= 7 أكتوبر 2009| نسخة محفوظة 2020-06-01 على موقع واي باك مشين.
149. ↑  "2010 Census Results". مؤرشف من الأصل في 2018-07-22. اطلع عليه بتاريخ 2012-06-15.
150. ↑  Chana Ya'ar (28 نوفمبر 2010). "King of Bahrain Appoints Jewish Woman to Parliament". Arutz Sheva. مؤرشف من الأصل في 2018-09-15. اطلع عليه بتاريخ 2010-11-28.
151. ↑  Habib Toumi (4 أبريل 2007). "Bahrain defends contacts with US Jewish body". gulfnews.com. مؤرشف من الأصل في 2020-03-25.
152. ↑  "Bahrain names Jewish ambassador (with photo)". BBC News. 28 مايو 2008. مؤرشف من الأصل في 2019-05-01. اطلع عليه بتاريخ 2011-05-31.
153. ↑  "Roundup on status of Baha'is in Muslim-majority countries". The Muslim Network for Baha’i Rights. مؤرشف من الأصل في 2019-02-03. اطلع عليه بتاريخ 2013-08-26.
154. ↑  Kettani، Houssain (يونيو 2010). "Muslim Population in Asia 1950–2020" (PDF). International Journal of Environmental Science and Development. ج. 1 ع. 2: 143–144. DOI:10.7763/IJESD.2010.V1.28. ISSN:2010-0264. مؤرشف من الأصل (PDF) في 2019-02-14. اطلع عليه بتاريخ 2012-06-25.
155. ↑  Bahrain denies bid to naturalise Syriansغلف نيوز. 24 September 2012 نسخة محفوظة 8 ديسمبر 2019 على موقع واي باك مشين.
156. ↑  "Bahrain: Middle East Lite". مؤرشف من الأصل في 2018-09-15. اطلع عليه بتاريخ 2011-03-22.
157. ↑  "Ambassador Nonoo highlights religious freedom in Bahrain". Diplonews. مؤرشف من الأصل في 2018-11-06. اطلع عليه بتاريخ 2012-06-17.
158. ↑  "Bahrain - The Arts and the Humanities". EveryCulture.com. مؤرشف من الأصل في 2018-10-15. اطلع عليه بتاريخ 2012-08-21.
159. ↑  al-Jayousi، Mohammed (7 فبراير 2011). "Bahraini poet Ali al-Sharqawi looks to explore 'cosmic spirit' in his works". Al Shorfa. مؤرشف من الأصل في 2012-10-03. اطلع عليه بتاريخ 2012-08-21.
160. ↑  Lewis، Paul (18 نوفمبر 1984). "Eden on the isle of Bahrain". New York Times. مؤرشف من الأصل في 2012-10-03. اطلع عليه بتاريخ 2012-08-21.
161. ↑  Meixler، Louis (20 سبتمبر 1998). "An Ancient Garden of Eden Is Unearthed in Persian Gulf's Bahrain". Los Angeles Times. مؤرشف من الأصل في 2012-10-03. اطلع عليه بتاريخ 2012-08-21.
162. 1 2  Bloom، Jonathan M. (2009). The Grove Encyclopedia of Islamic Art and Architecture, Volume 2. Oxford University Press. ص. 253. ISBN:019530991X. مؤرشف من الأصل في 2016-04-30.
163. ↑  Rubin 1999، صفحة 4.
164. ↑  Rubin 1999، صفحة 6.
165. ↑  "Bahrain: Languages". Britannica Online. مؤرشف من الأصل في 2015-05-01. اطلع عليه بتاريخ 2012-06-28.
166. ↑  "Living in Bahrain". BSB. مؤرشف من الأصل في 2015-07-01. اطلع عليه بتاريخ 2012-06-28.
167. ↑  "Bahrain". The 2011 US Department of State Background Notes. وزارة الخارجية الأمريكية. مؤرشف من الأصل في 2019-05-03. اطلع عليه بتاريخ 2012-03-02. The Bahrain Defense Force (BDF) numbers about 13,000 personnel.
168. ↑  "Crown Prince Biography". Ministry of Foreign Affairs, Bahrain. مؤرشف من الأصل في 2020-06-04. اطلع عليه بتاريخ 2012-06-27.
169. ↑  "HRH Prince Salman Exchanges Letters With BDF Chief Commander". Bahrain News Agency. 4 يونيو 2011. مؤرشف من الأصل في 2018-02-17. اطلع عليه بتاريخ 2012-10-06.
170. ↑  Singh Singh، Ravi Shekhar (2005). Asian Strategic And Military Perspective. Lancer Publishers. ص. 368. ISBN:978-81-7062-245-1. مؤرشف من الأصل في 2020-03-17.
171. ↑  "USS Jack Williams (FFG 24)". Navsource Online. مؤرشف من الأصل في 2018-09-15. اطلع عليه بتاريخ 2012-10-04.
172. ↑  "NSA Bahrain History". Naval Support Activity Bahrain. مؤرشف من الأصل في 2012-11-11. اطلع عليه بتاريخ 2012-10-04.
173. ↑  "U.S. Hypocrisy on Parade: Washington Arms Bahrain, Denounces Russia For Arming Syria". فوربس (مجلة). June 18, 2013. نسخة محفوظة 28 يونيو 2012 على موقع واي باك مشين.
174. ↑  "Welcome to Naval Support Activity Bahrain". Commander, Navy Installations Command. مؤرشف من الأصل في 2012-10-05. اطلع عليه بتاريخ 2012-10-05.
175. ↑  أخبار الخليج، في 21 أغسطس 2006 نسخة محفوظة 9 أكتوبر 2008 على موقع واي باك مشين.
176. ↑  care financing and expenditure.pdf "Health Care Financing and Expenditure" (PDF). WHO. مؤرشف من الأصل (PDF) في 2013-02-08. اطلع عليه بتاريخ 2012-06-26. {{استشهاد ويب}}: تحقق من قيمة |مسار أرشيف= (مساعدة)
177. ↑  "Healthcare in the Kingdom of Bahrain" (PDF). Ministry of Health, Bahrain. مؤرشف من الأصل (PDF) في 2013-02-08. اطلع عليه بتاريخ 2012-06-26.
178. ↑  "Bahrain Society". American Bahraini Friendship Society. مؤرشف من الأصل في 2012-10-03. اطلع عليه بتاريخ 2012-06-26.
179. ↑  "SMC admissions" (PDF). Ministry of Health, Bahrain. مؤرشف من الأصل (PDF) في 2016-04-14. اطلع عليه بتاريخ 2012-06-26.
180. ↑  "معلومات عن الخدمات الطبية الملكية البحرينية على موقع babelnet.org". babelnet.org. مؤرشف من الأصل في 2020-10-21.
181. 1 2 3  "Combatting HIV/AIDS and other diseases in Bahrain" (PDF). United Nations Development Program. مؤرشف من الأصل (PDF) في 2013-01-17. اطلع عليه بتاريخ 2012-06-26.
182. ↑  "Immunization Profile – Bahrain". World Health Organisation. مؤرشف من الأصل في 2013-02-08. اطلع عليه بتاريخ 2012-06-26.
183. ↑  "Country Profile- Bahrain" (PDF). WHO. مؤرشف من الأصل (PDF) في 2018-09-15. اطلع عليه بتاريخ 2012-06-26.
184. ↑  "Diabetes in Bahrain". TimeOut Bahrain. مؤرشف من الأصل في 2019-04-02. اطلع عليه بتاريخ 2012-06-26.
185. ↑  "Noncommunicable diseases in Bahrain" (PDF). World Health Organisation. مؤرشف من الأصل (PDF) في 2018-10-20. اطلع عليه بتاريخ 2012-06-26.
186. ↑  "Features of sickle-cell disease in Bahrain". Gulf Genetic Centre. مؤرشف من الأصل في 2016-01-24. اطلع عليه بتاريخ 2012-06-26.

### فهرس الوب
بالعربية
1. ↑  "الدول الأعضاء في مجلس التعاون لدول الخليج العربية". الأمانة العامة لمجلس التعاون لدول الخليج العربية. مؤرشف من الأصل في 2024-04-17. اطلع عليه بتاريخ 2024-08-01.
2. ↑  "حقائق ومعلومات". البوابة الوطنية لمملكة البحرين. مؤرشف من الأصل في 2024-08-01. اطلع عليه بتاريخ 2024-08-01.
3. ↑  فاطمة سلمان (7 مايو 2022). "تهيئة المسار الداخلي للجسر.. وزير المواصلات: الاستعداد لطرح مناقصة جسر الملك حمد". الأيام. مؤرشف من الأصل في 2024-08-03. اطلع عليه بتاريخ 2024-08-03.
4. ↑  علي الفردان (3 يونيو 2020). "مسئول: جسر الملك حمد مع السعودية في المراحل الأخيرة لبدء التنفيذ". البلاد. مؤرشف من الأصل في 2024-08-04. اطلع عليه بتاريخ 2024-08-03.
5. ↑  ندى فهد (6 أكتوبر 2023). "عدد سكان البحرين 1.577 مليون نسمة". البلاد. مؤرشف من الأصل في 2024-08-01. اطلع عليه بتاريخ 2024-08-01.
6. ↑  "سمو ولي العهد رئيس مجلس الوزراء يترأس الاجتماع الاعتيادي الأسبوعي لمجلس الوزراء". مكتب رئيس مجلس الوزراء. 1 أغسطس 2023. مؤرشف من الأصل في 2024-08-01. اطلع عليه بتاريخ 2024-08-01.
7. 1 2  "لمحة تاريخية". وزارة الإعلام. مؤرشف من الأصل في 2024-08-01. اطلع عليه بتاريخ 2024-08-02.
8. ↑  "تايلوس". الموسوعة الرقميَّة العربيَّة. مؤرشف من الأصل في 2024-08-01. اطلع عليه بتاريخ 2024-08-02.
9. ↑  "قلعة عراد قصة حصن عمره 1500 عام". وكالة أنباء البحرين. 19 ديسمبر 2019. مؤرشف من الأصل في 2024-08-01. اطلع عليه بتاريخ 2024-08-02.
10. 1 2  "تاريخ البحرين". الجزيرة نت. مؤرشف من الأصل في 2024-08-01. اطلع عليه بتاريخ 2024-08-01.
11. ↑  أحمد زمان (5 مايو 2016). "إضاءات حول تاريخ البحرين «10»". جريدة الأيام. مؤرشف من الأصل في 2024-08-01. اطلع عليه بتاريخ 2024-08-02.
12. ↑  "التسلسل الزمني للأحداث الرئيسية في البحرين". بي بي سي عربي. 20 أكتوبر 2010. مؤرشف من الأصل في 2024-08-02. اطلع عليه بتاريخ 2024-08-02.
13. ↑  "ميثاق العمل الوطني لدولة البحرين". هيئة التشريع والرأي القانوني. مؤرشف من الأصل في 2024-08-01. اطلع عليه بتاريخ 2024-08-01.
14. ↑  "22 عاماً على تدشينه: ميثاق العمل الوطني خارطة طريق ونهضة وطن قادها جلالة الملك المعظم نحو مستقبلٍ تنموي ومستدام". وكالة أنباء البحرين. 13 فبراير 2023. مؤرشف من الأصل في 2024-08-01. اطلع عليه بتاريخ 2024-08-1.
15. ↑  زهراء حبيب (12 يوليو 2024). "البنك الدولي يصنف البحرين ضمن البلدان مرتفعة الدخل". الوطن. مؤرشف من الأصل في 2024-08-24. اطلع عليه بتاريخ 2024-08-01.
16. ↑  "القطاع المصرفي والمالي". البوابة الوطنية. 27 أغسطس 2023. مؤرشف من الأصل في 2024-08-02. اطلع عليه بتاريخ 2024-08-02.
17. ↑  زينب ديراني (3 نوفمبر 2023). "لماذا سميت البحرين بهذا الاسم؟". ماري كلير العربيَّة. مؤرشف من الأصل في 2024-08-24. اطلع عليه بتاريخ 2024-08-03.
18. ↑  علي الصلابي (17 يناير 2019). ""مَرَجَ البَحرَينِ يَلتقِيَانِ بَيْنَهُمَا بَرْزَخٌ لَّا يَبْغِيَانِ".. معجزة إلهية أذهلت الملحدين". الجزيرة نت. مؤرشف من الأصل في 2024-08-03. اطلع عليه بتاريخ 2024-08-03.

بالإنكليزية
1. ↑  "Government of Bahrain". The British Museum (بالإنجليزية). Archived from the original on 2024-08-03. Retrieved 2024-08-03.
2. ↑  "Ministry of Foreign Affairs, Bahrain – International Organisations". Ministry of Foreign Affairs, Bahrain. مؤرشف من الأصل في 2016-11-23. اطلع عليه بتاريخ 2012-06-24.
3. ↑  "Bahrain a Major Non-NATO Ally to the US | Bahrain-USA". Embassy of Bahrain (بالإنجليزية الأمريكية). Archived from the original on 2024-08-02. Retrieved 2024-08-02.
4. ↑  "Bahrain's economy praised for diversity and sustainability". Bahrain Economic Development Board. مؤرشف من الأصل في 2020-03-17. اطلع عليه بتاريخ 2012-06-24.
5. ↑  "Human Development Insights". Human Development Reports. مؤرشف من الأصل في 2024-03-26. اطلع عليه بتاريخ 2024-08-02.
6. ↑  "Qal'at al-Bahrain – Ancient Harbour and Capital of Dilmun". UNESCO World Heritage Centre. 15 يوليو 2005. مؤرشف من الأصل في 2019-04-04. اطلع عليه بتاريخ 2011-01-25.
7. ↑  "Pearling, testimony of an island economy". World Heritage Committee, UNESCO. مؤرشف من الأصل في 2019-04-22. اطلع عليه بتاريخ 2012-07-05.
8. ↑  "Bahrain – Home of Motorsport in the Middle East". مؤرشف من الأصل في 2011-02-26. اطلع عليه بتاريخ 2011-03-21.

### معلومات المنشورات كاملة
الكتب مرتبة حسب تاريخ النشر
بالعربيَّة
- ياقوت الحموي (1977)، معجم البلدان (ط. 1)، بيروت: دار صادر، OCLC:1014032934، QID:Q114913343

بالإنجليزيَّة
- Fritz Hommel (1897), The ancient Hebrew tradition as illustrated by the old monuments; a protest against the modern school of Old Testament criticism (بالإنجليزية), New York City: E. & J. B. Young, OCLC:753863271, QID:Q128396647

## الملاحظات
1. ↑  يُظهر تعداد عام 2010 فئتين دينيتين فقط: "المسلمون" و"آخرون". يقوم التعداد على افتراض أن غالبية المواطنين البحرينيين "الآخرون" هم مسيحيون.

## وصلات خارجية
- صفحة البحرين الحكومية
- وكالة أنباء البحرين